# メアリー・ローズ
メアリー・ローズ（英: Mary Rose）は、ヘンリー8世時代のイングランド王国で用いられていた軍艦（キャラック船）である。その33年間の戦歴でフランス、スコットランド、ブルターニュに対する戦争に従軍した。1545年7月19日、ソレント海峡において沈没した。
1971年に海中の残骸が発見され、1982年10月11日にメアリー・ローズ・トラストによって引き上げられた。発掘・引き上げ事業は、海洋考古学の分野における画期的な出来事であり、その作業の困難さとかかった費用は1961年に行われた17世紀のスウェーデン軍艦「ヴァーサ」の引き上げに匹敵する。
回収された船体の現存部分と何千もの遺物は、テューダー朝期を知る非常に価値ある考古史料となっている。現在「メアリー・ローズ」は、『1973年沈没船保護法』の「1974/55規定」に基づき英国の歴史的艦船群の一つに指定されており、現在はヒストリック・イングランドが管理している。
発見された遺物には、武器、帆走装備、海軍の備品、および乗組員が使用したであろう様々な物品が含まれている。ここでしか発見されていない遺物もあり、海戦から楽器の歴史まで様々な分野に知見を提供している。
船体は、修復中の1980年代半ばからポーツマス海軍基地の造船所史跡にて公開され、現在は船体と収集遺物を展示するため同敷地内に建てられたメアリー・ローズ博物館において膨大なコレクションとともに展示されている。
「メアリー・ローズ」は、当時30年以上にわたって断続的に続いた戦争を通じてイングランド海軍で最大の船の1つであり、初めから軍用を想定して建造された帆船の初期の例に数えられている。1536年に大改装され、当時、発明されたばかりの舷側砲を装備した最も初期の船の1つともなった。
「メアリー・ローズ」沈没の原因については史料に残る証言の食い違いや決定的な物証の欠如から未だ結論を見ておらず、歴史および16世紀の造船技術に関する史料、および現代での実験に基づいて、いくつかの仮説が唱えられている。

## 歴史的背景
15世紀後半、イングランドは依然として百年戦争敗北の影響で動揺していた。戦争前半の大勝利は過去のものとなり、欧州大陸に残る領土はフランス北部のカレー周辺だけとなっていた。薔薇戦争の結果、ヘンリー7世がテューダー朝を開いた。
ヘンリー5世の野心的な海軍政策は彼の後継者たちには継承されず、1422年から1509年までに建造された王の軍艦は6隻だけだった。1491年にブルターニュ女公アンヌがフランス王シャルル8世と結婚し、さらに1499年にルイ12世と再婚したことでイングランド南部の防衛力に不安が生じた。にもかかわらず、ヘンリー7世は、比較的長期間の平和と、小さいながらも後に強力な海軍の中核となる船団を維持することができた。

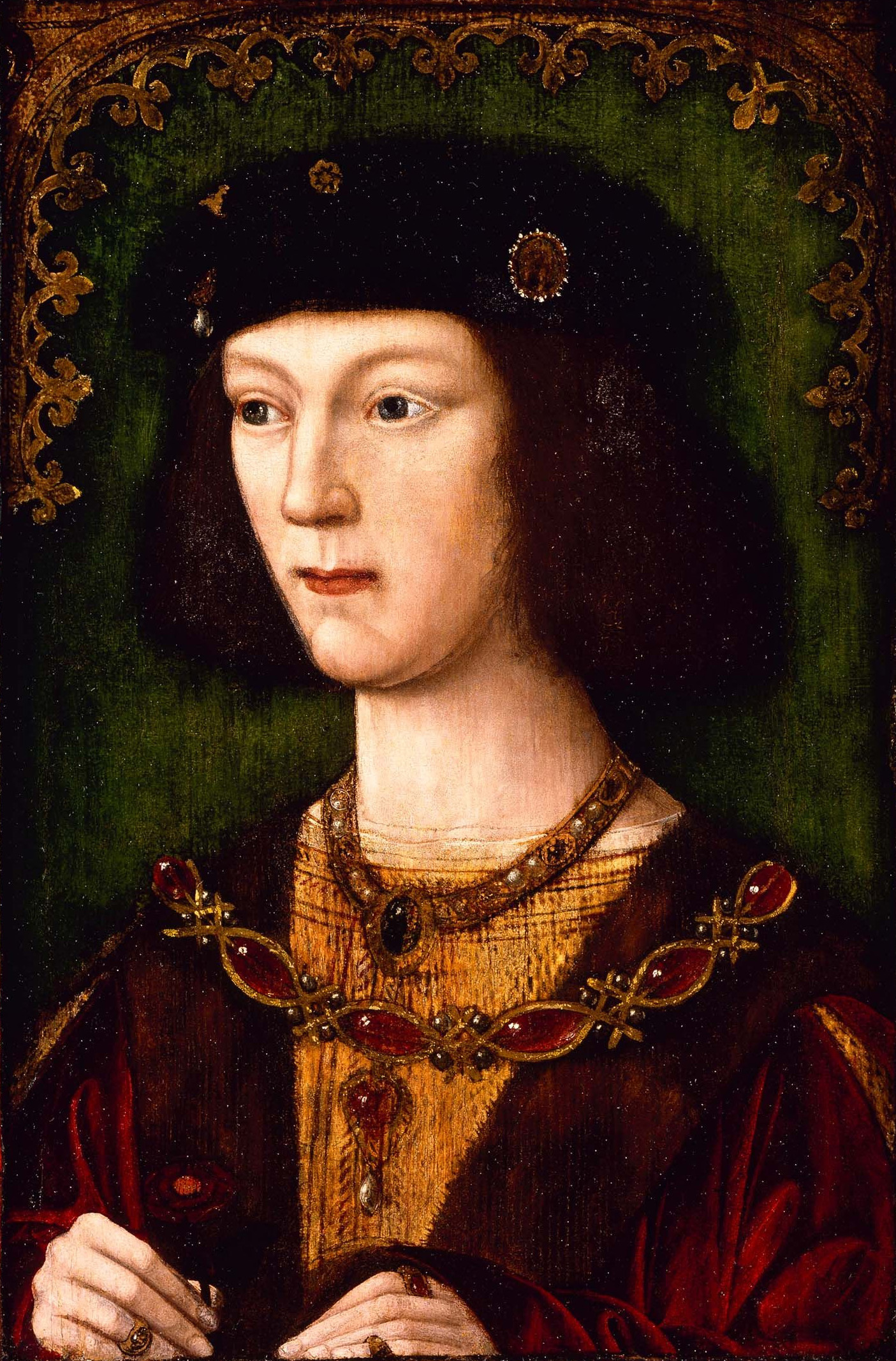
戴冠の年（1509年）に描かれたヘンリー8世の肖像画

近世初期のヨーロッパの大国は、フランス、神聖ローマ帝国、スペインであり、この3国すべてが1508年に始まったカンブレー同盟戦争に参加した。戦争は当初、教皇を盟主とする同盟諸国とヴェネツィア共和国の間で始まったが、最終的にはフランスを盟主とする同盟と他の諸国が敵対する構図となった。イングランドは当時スペイン領だったネーデルラントを介して、スペインと密接な経済関係を築いており、若き国王ヘンリー8世の野心は、先代たちの輝かしい軍事的成功を再現することだった。1509年、ヘンリー8世はアラゴン王女キャサリンと結婚し、イングランドとフランスの両国の王という彼の主張を証明することを目的として1511年までにアラゴン王フェルナンド2世、教皇ユリウス2世、神聖ローマ皇帝マクシミリアン1世を含む反フランス同盟の一員となった。
ヘンリー8世が父王から受け継いだ小さな海軍には、大型船はキャラック船「リージェント」(Regent) 「ソブリン」(sovereign) の2隻しかなった。ヘンリー8世の即位から僅か数か月後、2隻の大型船「メアリー・ローズ」（約500トン）と「ピーター・ポメグラネート」（Peter Pomegranate, 約450トン）の建造が始まった。ただし「メアリー・ローズ」の建造自体はヘンリー8世の治世中に始まったが、海軍拡張計画はそれ以前に策定されていた可能性があり、正確にはどの王が建造を命じたのか定かではない。ヘンリー8世は自ら計画を監督し、更に排水量1,000トン超の大型船「アンリ・グラサデュー」(Henry Grace à Dieu) の建造を命じた。
こうして1520年代までに、現代のイギリス海軍 (Royal Navy) の祖となるイングランド海軍 (Navy Royal) が設立された。

## 建造

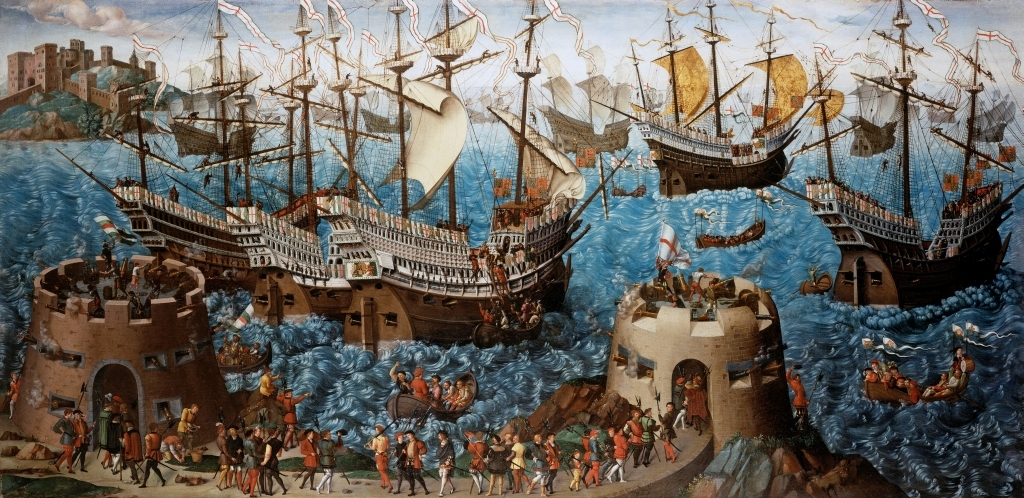
1540年に描かれた絵画『ドーバーでのヘンリー8世の乗船（金襴の陣）』。画中の船は、「メアリー・ローズ」でも使用されたものと同様の木製パネルで装飾されている。

「メアリー・ローズ」の建造は1510年1月29日にポーツマスで始まり、1511年7月に進水した。その後、ロンドンに曳航され、甲板の装着と艤装が施され、武器が積み込まれた。「メアリー・ローズ」の帆・積荷・武器には細部に至るまで金色の塗装または金メッキが施され、王を示す旗・幔幕・長旗も装備されていた。
「メアリー・ローズ」ほどの大きさの軍艦を建造することは、大量の高品質の木材を必要とする大事業だった。当時の最先端の軍艦の場合、これらの材料は主にオーク材が使われた。建造に必要な木材の総量は、現在は船体の約3分の1しか現存していないため、大まかに推計することしかできない。ある見積もりでは、約600本の部材の大部分がオークの大木から作られており、森林なら面積約40エーカー (16 ha)に相当するとしている。
前世紀にヨーロッパとイギリス諸島で一般的だった巨木は、16世紀までには非常に珍しくなっており、このため南イングランド中から木材が持ち込まれた。建造に使用された最大の木材は、中世盛期に作られた最大の大聖堂の屋根に使用されたものとほぼ同サイズだった。加工されていない船体板の重量は660ポンド (300 kg)を超えていたとされ、主甲板の梁部材の1つの重さは0.75t近くあった。

### 命名
船名は、ヘンリー8世お気に入りの妹、メアリー・テューダーとテューダー家の紋章であるバラに由来するというのが一般的である。
ただし歴史家のデイビッド・ローデス、ピーター・マースデン等によると、王妹に因んで名付けたという直接的な証拠はない。当時の西欧では、船にキリスト教に関連した名前や、王室の象徴に因んだ名前をつける方が一般的であった。「グレース・デュー（Grace-Dieu=ハレルヤ）」 や「ホリゴースト（聖霊）」などの名前は15世紀から一般的であり、他のイングランド海軍の船には「リージェント」(Regent) や「スリー・オーストリッチ・フェザー」（Three Ostrich Feathers, プリンス・オブ・ウェールズの紋章を指す)　などの名前が付けられていた。
他の候補としては奇しき薔薇の聖母 (英語: Rosa Mystika) とも関連する聖母マリア (Virgin Mary) を有力な由来とする説がある。「メアリー・ローズ」の姉妹船である「ピーター・ポメグラネート」は、聖ペトロの象徴であり王妃キャサリンの紋章にも使われているザクロ (Pmegranate) に由来して名付けられたと考えられている。チャイルズ、ローデス、マースデンによると、ほぼ同時期に建造された2隻の船には、それぞれ国王と王妃に因んで名付けられたとされる。

## 構造

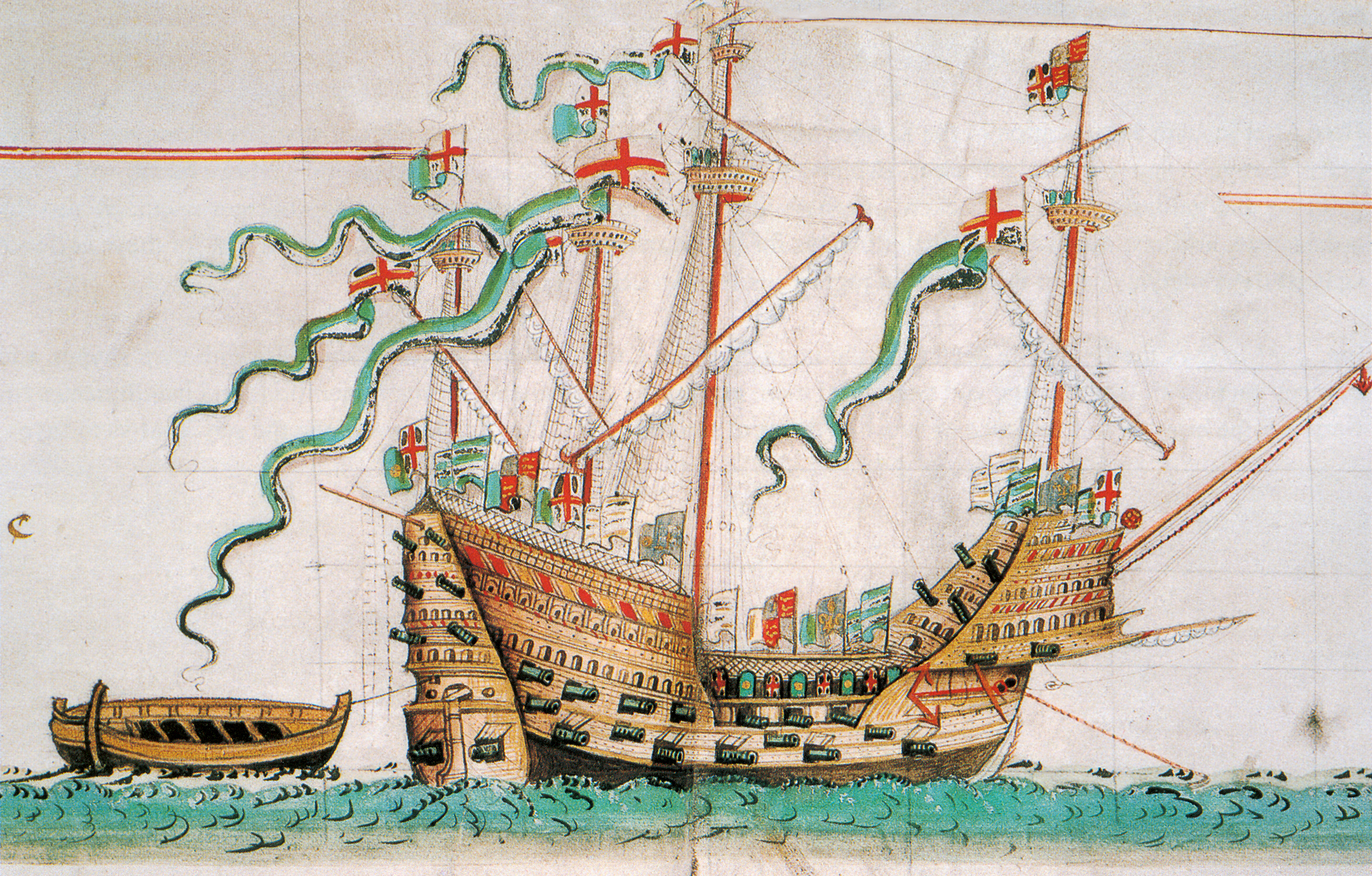
『アンソニー・ロール』に描かれた「メアリー・ローズ」。船首と船尾に高い「楼」を備えたキャラック船の特徴がよくわかる。本図は砲と砲門の数こそ正確ではないが、全体的には正確なものとされている。

「メアリー・ローズ」は1536年に大改造された。これにより、排水量が700トンに増加し、古いキャラック船の構造に舷側砲の階層が追加された。その結果、現代の研究は主に、この時代の「メアリー・ローズ」の具体的物証の解釈に基づいており、改造前の時代の構造はよく判っていない。
「メアリー・ローズ」は、中央部に開放甲板を備え、前後に高い「楼」を備えたキャラック船様式で建造された。船体は喫水線から上が徐々に狭くなるタンブルホーム形状で、これは船が重い大砲を搭載して使用されたことを示しており、この形状には砲の重量を中央に集中させ、また敵兵の移乗攻撃を難しくする効果があった。船体が完全に残っていないため、正確な全長は不明だが、喫水線より上での最大幅は約39フィート (12 m)、竜骨の長さは約105フィート (32 m)である。
船体は、3つの甲板で区切られた4つの階層からなる。船倉は船の一番下に設けられ、ここには調理室もあった。調理室の真後ろには檣根座があり、これは、竜骨の真上にある内竜骨の最も中央にある木材で、メインマストを支え、その隣にメイン排水ポンプがあった。船の安定性を高めるために、船倉にはバラストが置かれ、多くの物資が保管されていた。船倉のすぐ上には、第4甲板があった。船倉と同様に仕切られており、食料から予備の帆まであらゆる物資の保管場所としても使用されていた。

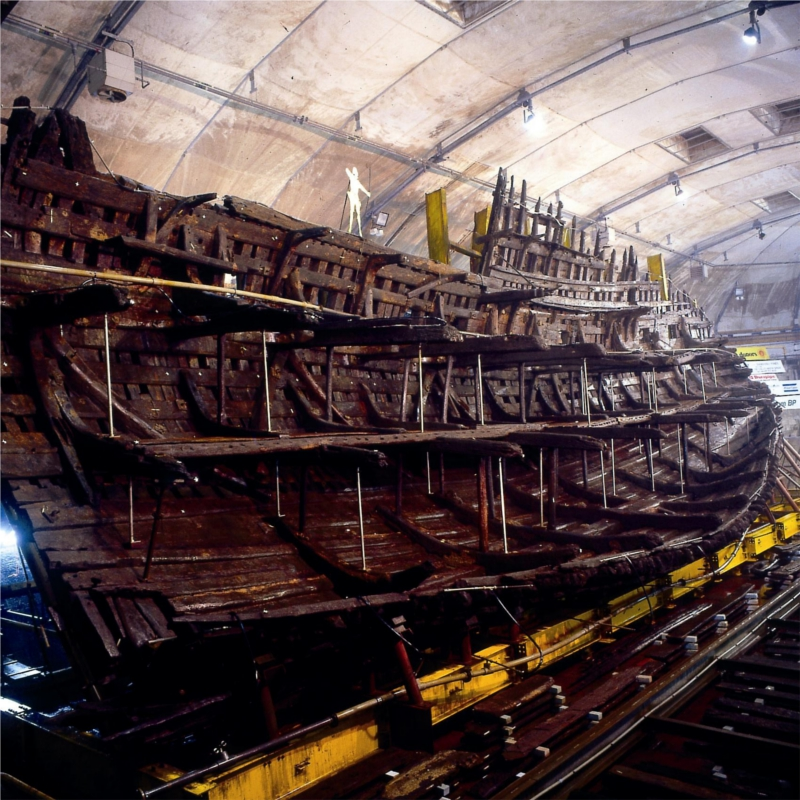
「メアリー・ローズ」の船体遺構。船尾楼甲板の残骸を含めた船体構造がはっきり確認できる。

第4甲板の上には、最も重い大砲を収容する主甲板があった。主甲板階の船体側面には、両舷に砲門が7つずつあり、砲門には浸水を防ぐ重い蓋が取り付けられていた。また主甲板は防水処理が施された最上部の甲板である。メインデッキの側面に沿う形で、船首楼と船尾楼下の船室は、船大工、船医、水先案内人、そしておそらく砲手長と何人かの将校用の個室であったと推定されている。
船体の上部甲板は、中央部が開放構造となっており、仕切り板はなく、重砲と軽砲が混在し置かれる戦闘専用の甲板だった。上甲板の開放部には敵兵の移乗攻撃に対する防御を目的としたネットで完全に覆われていた。現在、上甲板はほとんど現存していないが、船尾楼の下に乗組員の主な居住区があったことが示唆されている。この区画にある排水管は、おそらく船首にある通常のトイレを補完するための簡易トイレであった可能性が指摘されている。

クリンカー工法（左）とカーベル工法（右）

「メアリー・ローズ」の楼には追加の甲板が存在したはずだが、実物が殆ど現存していないため、史料から構造が推定されている。同じサイズの船は、両方の楼に3層の甲板があると一貫して記載されており、『アンソニー・ロール』（イングランドの軍艦の図解リスト）に記載されている図と大砲の目録によって補完されていいる。
「メアリー・ローズ」発掘の初期段階では、船体はもともと厚板を重ね合わせる「クリンカー（またはクランチ）」工法で建造されたと考えられていた。しかしクリンカー工法で造られた船体に砲門を開けると、船体の構造強度が弱まるため、改装時に板を均一に張ることで砲門の開いた船体を支えることができる「カーベル」工法に改められたと推定されていた。その後の調査で、船体にはクリンカー方式の部分が存在しないことが判明した。ただし正確にはクリンカー方式ではないが、船尾楼の外側の構造のみが重なり合う板張りで構築されていた。

### 帆走機構

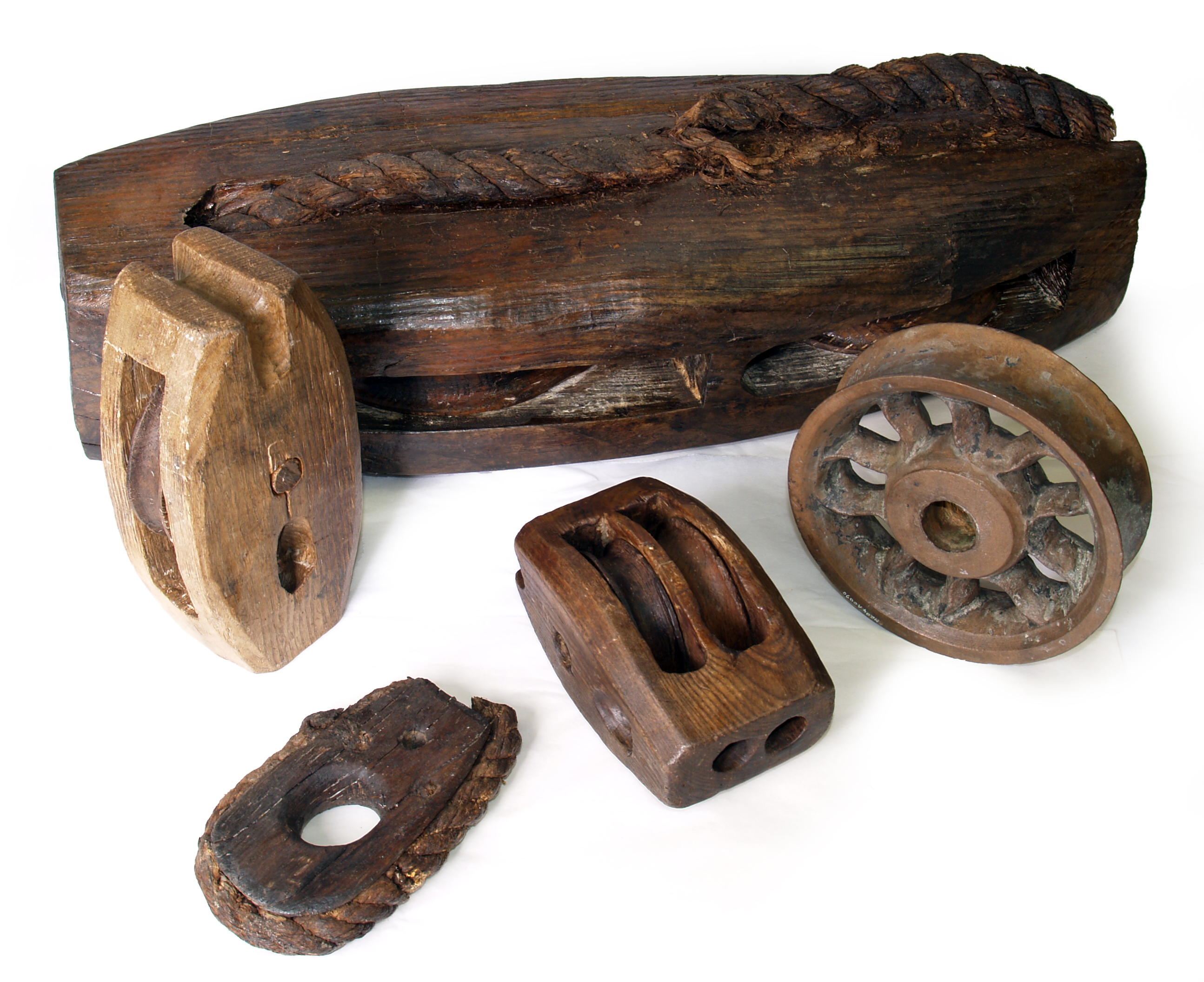
引き上げられた「メアリー・ローズ」の索具の一部

「メアリー・ローズ」の帆走機構がどのようなものだったかについては、現存する遺構が索具の下部付属品のみのため、同時代史料である1514年の艦船目録と『アンソニー・ロール』の画像が使用され、 4本のマストとバウスプリットから9ないし10枚の帆を張ることができたと推定されている。フォアマストには2枚、メーンマストには3枚の横帆、ミズンマストにはラテンセイルと小さな横帆があり、ボナベンチャーミズンには少なくとも1枚のラテンセイルとおそらく横帆、そしてバウスプリットは小さな横帆を張ることができた。『アンソニー・ロール』の図（本節上部）によると、フォアマストとメインマストの帆桁には、海兵の移乗攻撃時に敵船の索具を切断することを目的としたシアーフック（内側が尖った2つの湾曲した刃物）も装備されていた。
「メアリー・ローズ」の帆走能力は、当時の人々からも評価され、公開テストが行われた記録がある。 1513年3月、東ケントのダウンズ沖で、他の9隻の船との競走が行われた。「メアリー・ローズ」は競走に勝ち、エドワード・ハワード提督は「世界中の優れた帆船の中でも最上級の船である」と絶賛した。数年後、ウィリアム・フィッツウィリアム中将は、「アンリ・グラサデュー」と「メアリー・ローズ」がドーバーとダウンズの間を荒海を非常に安定して航行したことに言及し、「この2つの船のどちらに乗るかを選ぶのは難しい選択だ」と評した。 しかし現代の専門家は、当時の船は強い向い風の中で航行することは殆どできなかったとして「メアリー・ローズ」の帆走能力について疑問を呈している。

### 武装

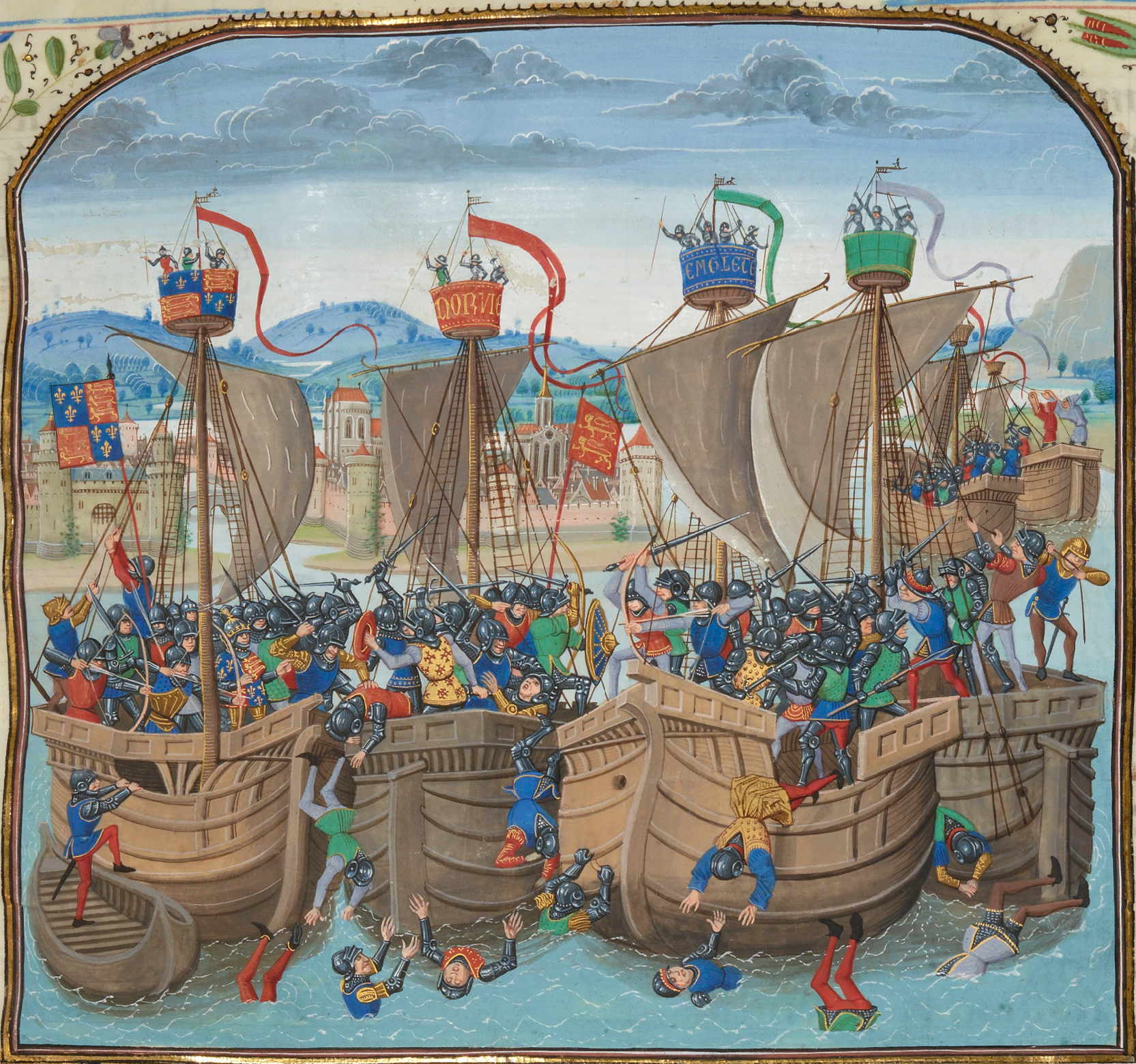
1340年のスロイスの海戦を描いた『フロワサール年代記』の挿絵。中世の海軍戦術が近接戦闘と移乗攻撃に重点を置いていたことがよくわかる。

「メアリー・ローズ」の設計は、海上戦術の過渡期を代表するものである。古代から、海上での戦闘は船上で陸上と同じように近接武器と弓矢を使用して行われてきた。火砲の導入は大きな事件だったが、艦対艦の戦闘形態に大きな変化は見られなかった。 砲身が大きくなり、強力な火薬を装填できるようになると、砲を船内のより低い、喫水線に近い場所に設置する必要が出てきた。船体に大砲を露出させるための穴を開ける砲門の思想は、「メアリー・ローズ」が建造される僅か10年ほど前の1501年に発明された。
これにより、少なくとも理論的には歴史上初めて舷側砲撃 – 船の一方の側面にある全ての砲からの調整された一斉射撃 – が可能となった。 16～17世紀にかけての海軍では、船首に重砲を搭載し、目標に向けて船全体を回頭させる対ガレー船戦術に重点が置かれていた。火薬の性能の低さや、移動しながら正確な射撃をすることの難しさと相まって、海兵による移乗戦術が16世紀を通じて海戦で決定的な勝利を得るための戦術でありつづけた。

#### 艦載砲

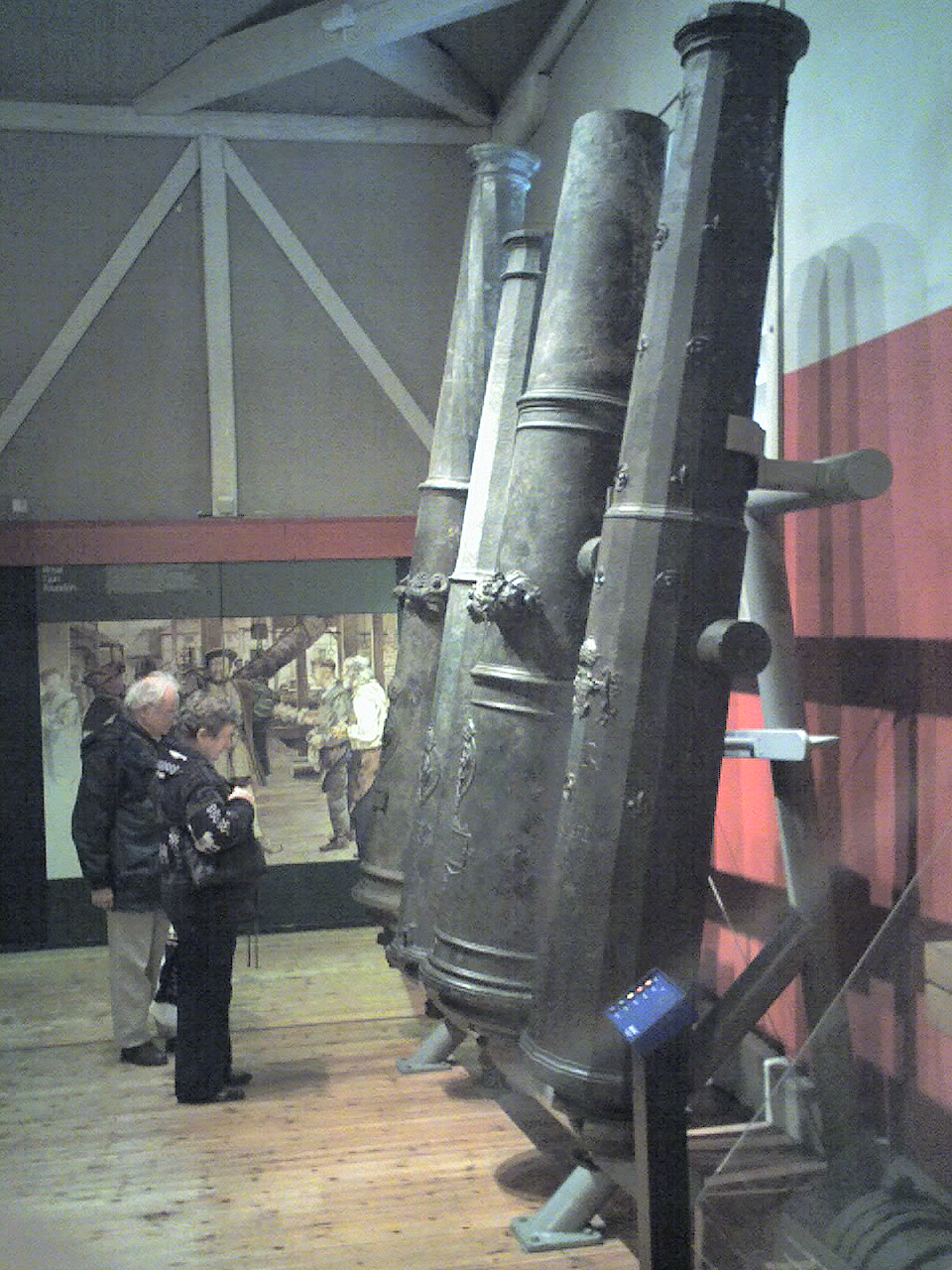
メアリー・ローズ博物館に展示されている「メアリー・ローズ」の2基のカルバリン砲と2基の半カノン砲

重火器が急速に発展した時代に建造され使用された「メアリー・ローズ」の武装には古い技術と新しい技術で作られたものが混在しており、重火器も、大きさ・射程・設計の異なる旧式の錬鉄砲と鋳造青銅砲が混在していた。
大型の錬鉄砲は、円柱状に溶接された鉄材を鉄製の箍によって補強した後装式の大砲で、ニレ材製で車輪が1組もしくは車輪の無い簡単な構造の砲車に据え付けられていた。後装式錬鉄砲は製造コストが安く、再装填も容易で高速での連射が可能だったが、青銅製鋳造砲よりも使える装薬の威力が低かった。
青銅製の大砲は一体鋳造で4輪の砲車に据え付けられるという、19世紀まで使用されていたものと本質的に同じ形態だった。
一般に、青銅製の砲では敵船体の側面を貫通するのに適した鋳鉄製の砲弾を使用し、鉄製の砲では命中時に衝撃で粉々になることで、大きな穴を開ける石の砲弾を使用したが、どちらも索具や軽構造物の破壊や人員の殺傷を目的とした様々な弾丸を使用できた。
船に搭載された火砲の大部分は、射程が短く、1人で照準を合わせて発砲できる小型の砲だった。最も一般的な2つが、船首と船尾の楼に配置された可能性が最も高い旋回式フランキ砲と「ヘイルショット・ピース」と呼ばれる砲身を手摺で支えて反動を船体構造で受ける小型の霰弾砲だった。その形状は不明だが『アンソニー・ロール』の絵には砲の台座のような物が檣頭部に描かれており1つまたは複数の檣頭に配置されていたと考えられている。
|                                   | 主甲板 | 上甲板 | 船首・ 船尾楼上 | 檣頭部 | 射程 （メートル / フィート） |
| --------------------------------- | ------ | ------ | --------------- | ------ | ---------------------------- |
| ポート・ピース砲                  | 12     | 0      | 0               | 0      | 130強 / 425強                |
| カルバリン砲および 半カルバリン砲 | 2      | 4      | 2               | 0      | 299–413 / 980–1355           |
| カノン砲および 半カノン砲         | 4      | 0      | 0               | 0      | 約225 / 740                  |
| セーカー砲                        | 0      | 2      | 0               | 0      | 219–323 / 718–1060           |
| ファウラー砲                      | 0      | 6      | 0               | 0      | 短距離                       |
| ファルコン砲                      | ?      | ?      | ?               | 0      | 144–287 / 472–940            |
| スリング砲                        | 0      | 6      | 0               | 0      | 中距離                       |
| 旋回式フランキ砲                  | 0      | 0      | 30              | 0      | 至近                         |
| ヘイルショット・ピース            | 0      | 0      | 20              | 0      | 至近                         |
| トップ・ピース                    | 0      | 0      | 0               | 2      | 至近                         |

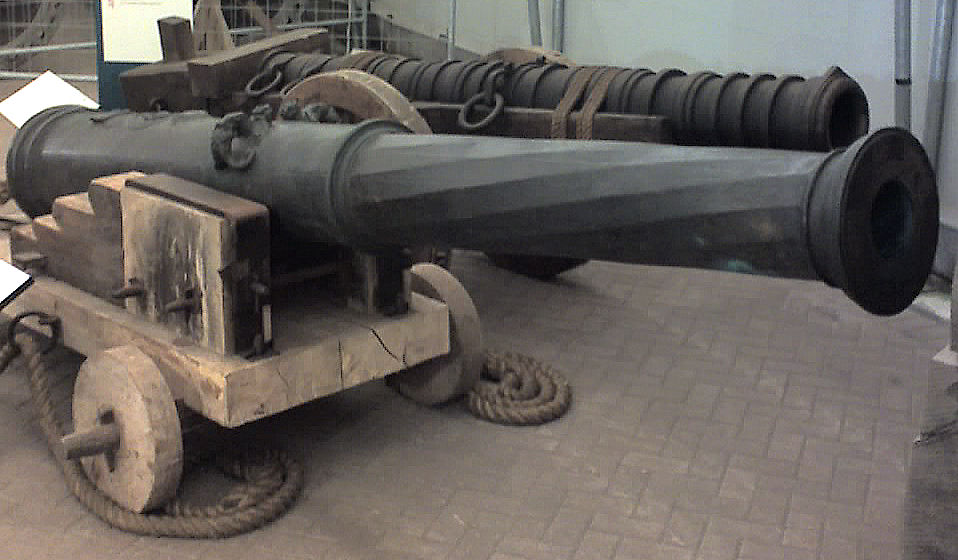
ポーツマス近くのフォート・ネルソンに展示されている、「メアリー・ローズ」が沈没したときに搭載されていた2門の大砲の復元品。鋳造ブロンズのカルバリン砲（正面）と錬鉄製のポートピース砲（背面）。

「メアリー・ローズ」はその生涯を通じて武装にいくつかの変更が加えられたが、最も重要なものは1536年の「大改造」（以下を参照）で、対人砲の数が減り、第2デッキに砲車搭載式の長砲身砲が装備されたことである。 1514年、1540年、1546年の「メアリー・ローズ」に搭載された砲を記録した3つの目録がある。 ロンドン塔の武器庫の記録と合わせて、これらは大砲の製造技術が進歩し、新型の砲が発明されるにつれて、大砲の構成がどのように変化したかを示している。
1514年時の武装は対人火器を中心に構成されていた。目録にある大砲はほんの一握りで、敵の船体に穴を開けられるほど強力な大砲は砲車ではなく、船体に直接据え付けられていたと考えられている。
「メアリー・ローズ」の武装とロンドン塔武器庫の内容は1540年までに劇的に変化した。現在の時点で、新型の鋳造青銅砲、半カノン砲、カルバリン砲、セーカー砲および錬鉄製のポートピース砲があったことが確認されており、これらは全て砲車を必要とし、より長い射程を持ち、敵船に深刻なダメージを与えることができた。1514 年目録との比較と、船の構造変化の情報を組み合わせることで、主甲板の砲口が後から追加されたことが明示された。
| 時期 | 総数 | 砲車搭載型 | 船体据付型 | 対艦用 | 対人用 |
| ---- | ---- | ---------- | ---------- | ------ | ------ |
| 1514 | 78   | 20–21      | 57–58      | 5–9    | 64–73  |
| 1540 | 96   | 36         | 60         | 17–22  | 74–79  |
| 1545 | 91   | 39         | 52         | 24     | 67     |

砲弾も目的に応じて様々なものが使用された。石または鉄の単純な球形の弾丸は、敵船体を破壊し、スパイク付きのバーショットとチェーンショットは敵船の帆を引き裂いたり、索具を損傷させ、尖ったフリントを詰めたキャニスター弾は壊滅的な散弾効果を生み出した。カルバリン砲とポートピース砲のレプリカで行われた実験では、「メアリー・ローズ」の船体の厚板と同じ厚さの木材を貫通できることが示され、少なくとも300フィート (91 m) 射程距離があることが示された。ポートピース砲は、石の砲弾を発射すると木材に大きな穴を開けるのに特に効果的であることが証明され、石片や小石を使えば壊滅的な対人兵器となった。

#### 携行武器

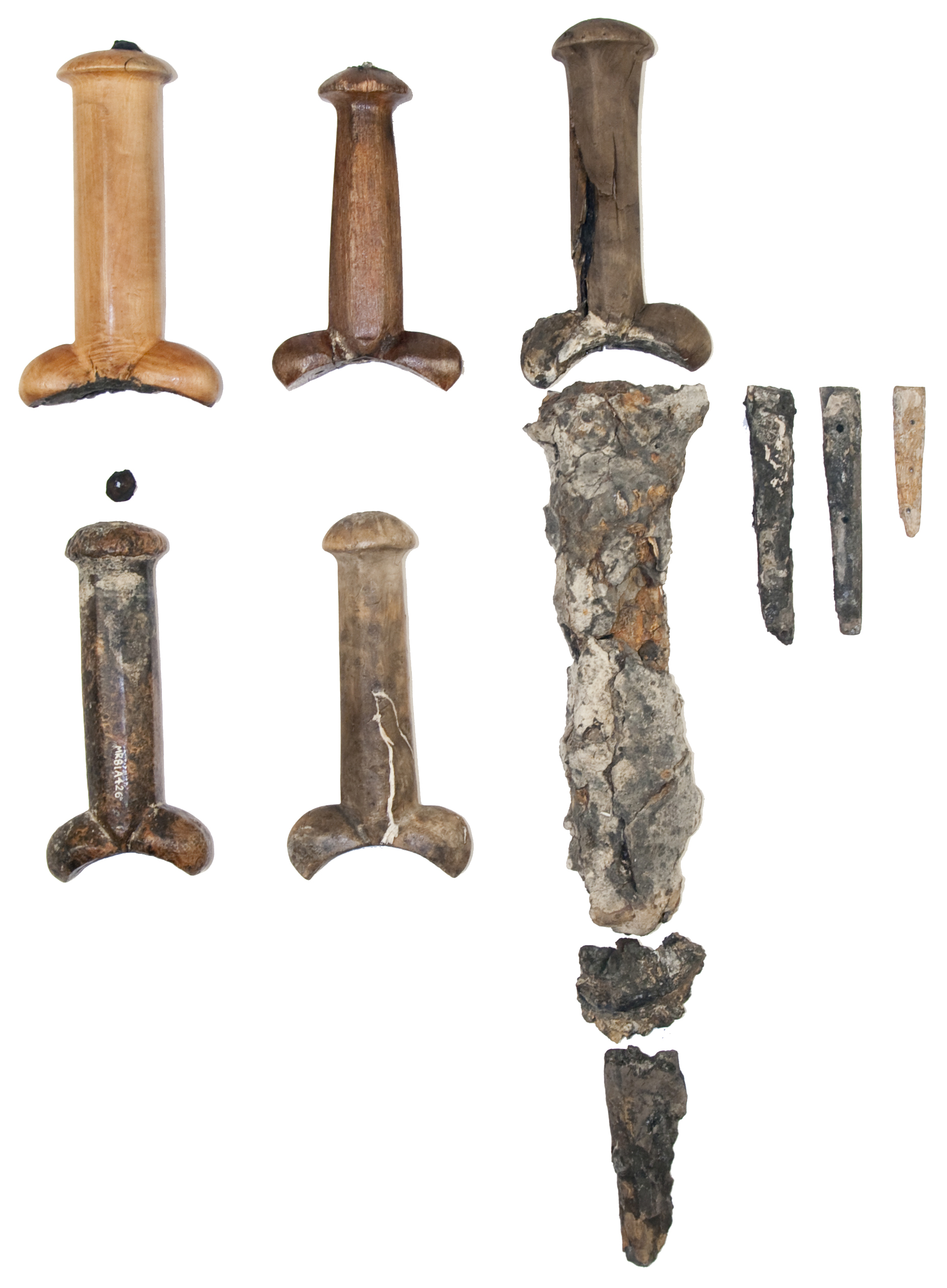
「メアリー・ローズ」で発見されたボロック・ダガーの一部。ほとんどの物は、柄だけが残っており、刃は錆びているか、コンクリーション化している。

敵兵の移乗攻撃を防ぐために、「メアリー・ローズ」にはパイクやビルなどの白兵戦用の武器が大量に備えられていた。『アンソニー・ロール』によると各種150本が常備されており、この数字は発掘調査によってほぼ事実と確認されている。剣と短剣は個人の所有物のため、目録には記載されていないが、大量に発見されており、その中にはイギリス最古のブロードソードも含まれている。
目録によると船には合計250張のロングボウが搭載されており、これまでに172張が発見され、約4,000本の矢、ブレーサー（アームガード）およびその他の弓術関連の機器が発見されている。テューダー朝期のイギリスでは、ロングボウの技術習得が全ての成人男性に義務付けられており、既に野砲や拳銃が導入されているにも拘らず、弓はそれら新しい射撃武器とともに大量に使用された。「メアリー・ローズ」では、下甲板に十分な高さがなかったため、ロングボウを十二分に使用できたのは、主甲板の開放部か、楼の上部だけだった。船には様々なサイズと射程の複数種の弓があった。軽い弓は狙撃に使用され、重い弓は火矢を放つために使用された可能性が指摘されている。
1514年と1546年の目録には、檣頭から敵船の甲板に投げ込めるよう設計された数百個の重い投げ矢と石灰岩も記載されているが、これらの武器が実際に搭載されていたという証拠は発見されていない。『アンソニー・ロール』に記載されている50挺の拳銃のうち、銃身が完全に残った火縄式マスケット銃5挺と、別の銃の破片11挺分が発見されている。それらは主にイタリア製で、一部ドイツ製が混じっていた。武器庫からは幾つかのガンシールドが発見された。これは木製の盾の中央に小さな銃が固定された珍しいタイプの銃器である。

## 乗組員
「メアリー・ローズ」の33年間の生涯の中で、乗組員は数回入れ変わり、人数も時期ごとに大きく異なった。平時および「通常係留」（予備役）時は、17人以下の最小限の乗組員がいるだけだった。 戦時の乗組員数は平均して、兵士185人、船員200人、砲手20～30人、および船医、ラッパ卒、参謀などの専門職を合わせて、合計400～450人ほどだった。 1512年夏の戦いのように、領土侵略や敵地襲撃に参加した際には兵士の数は400人強に膨れ上がり、合計で700人以上になった可能性がある。通常の400人程度の乗組員でも船内は過密状態であり、兵員が増えると非常に窮屈になった。

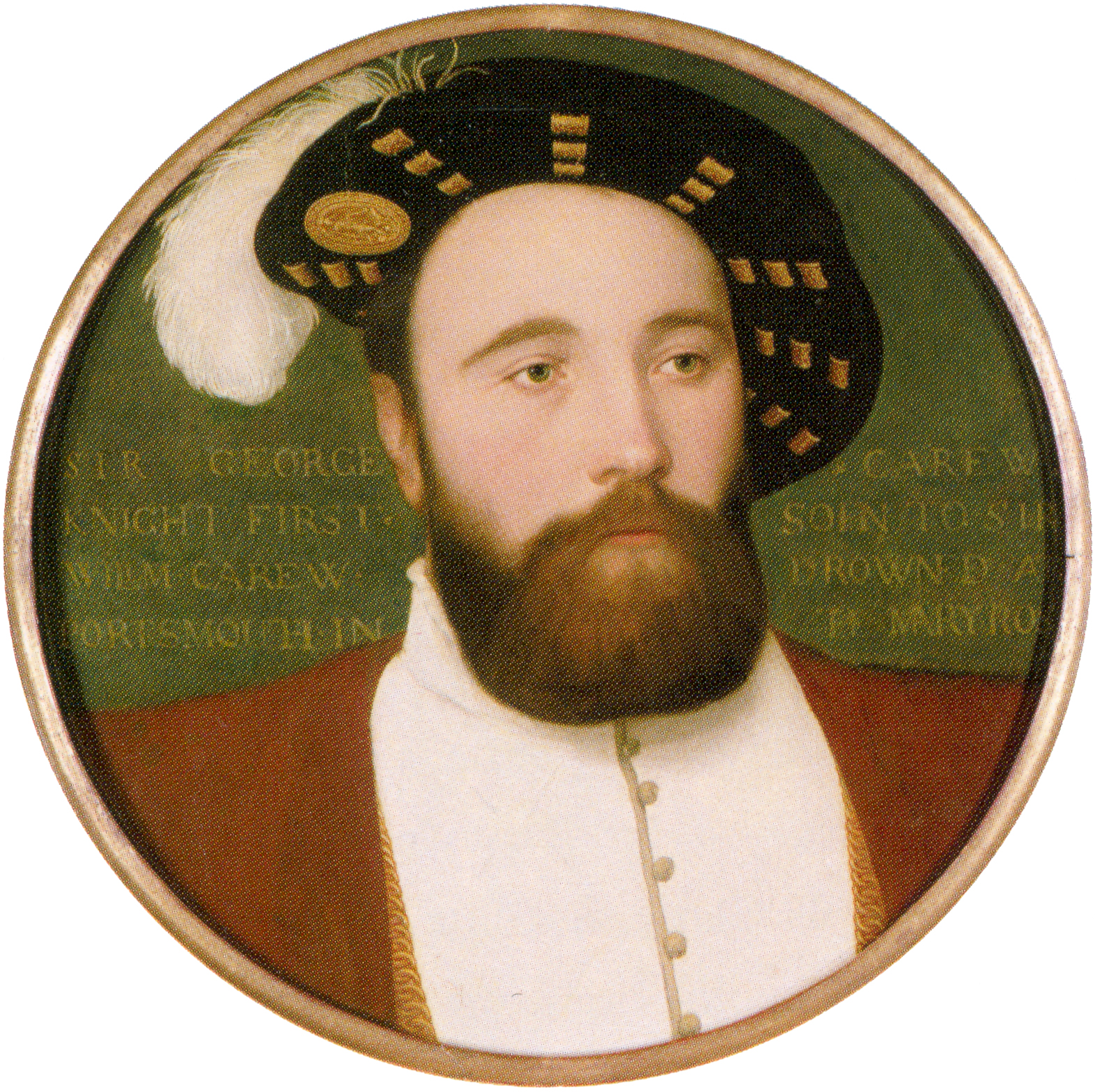
「メアリー・ローズ」沈没の際に戦死したジョージ・カリュー。

「メアリー・ローズ」の乗組員たちの身元については、多くがジェントリ層出身と推測される将校の名前さえ殆ど判っていない。記録が残っているのは2人の提督と4人の船長 (両方の役職に就いたエドワード・ハワードとトマス・ハワードを含む) のほか、数人の航海長、主計官、砲手、その他の専門職の人物だけである。大多数の乗組員（兵士、船員、砲手）についての記録は何も残っていない。彼らの唯一の情報源は、残骸とともに発見された人骨の骨学分析の結果だった。現代になって法医学を応用して船体から発見された遺骨から8人の乗組員の顔が復元され、その結果は2013年5月に公表された。さらに研究者は、乗組員の出自と子孫が特定されることを期待して、遺体からDNAを抽出した。
乗組員のおおよその構成は、当時の記録に基づいて推測できる。「メアリー・ローズ」には、船長、航海長、甲板員が乗っていた。また、事務を担当する主計官、掌帆長、副船長、少なくとも1人の船大工、水先案内人、および料理人がいて、そのすべてに1人または複数の部下がいた。船には、病人や負傷者の世話をする船医とその補助員も乗船していた。
船が沈んだ際に死亡した人物で唯一名前が確認されているのが、ジョージ・カリュー中将である。エリザベス1世時代のガレオン船「リベンジ」の船長リチャード・グレンヴィルの父であるロジャー・グレンヴィルの名前も挙げられることがあるが、この情報の正確性について海洋考古学者ピーター・マースデンが反論している。
| 時期          | 兵士 | 水兵 | 砲手 | その他 | 合計 |
| ------------- | ---- | ---- | ---- | ------ | ---- |
| 1512年 夏     | 411  | 206  | 120  | 22     | 759  |
| 1512年10月    | ?    | 120  | 20   | 20     | 160  |
| 1513年        | ?    | 200  | ?    | ?      | 200  |
| 1514年        | ?    | 102  | 6    | ?      | 108  |
| 1522年        | 126  | 244  | 30   | 2      | 402  |
| 1524年        | 185  | 200  | 20   | ?      | 405  |
| 1545年/1546年 | 185  | 200  | 30   | ?      | 415  |

「メアリー・ローズ」の発掘調査では、合計で179体分の人骨が発見され、その内92体は同一人の「ほぼ完全な骨格」であった。これらの分析から、乗組員は全員が男性であり、その殆どが若い成人であることが判明した。一部は11～13歳以下で、大部分 (81%) が30歳未満だった。彼らは主にイングランド人であり、考古学者のジュリー・ガーディナーによれば、南西イングランド出身の可能性が最も高いとされる。彼らの多くは主人の貴族に従って従軍していた。ヨーロッパ大陸出身者も数人いた。沈没直後の目撃証言の中には、フラマン人の生存者について言及したものがあり、水先案内人はフラマン人であった可能性が非常に高い。歯の酸素同位体の分析から、一部が南ヨーロッパ出身であることも示された。さらに少なくとも1人、アフリカ系の乗組員がいたことが判っている 。 彼らの多くは丈夫で健康体だったが、骨には、子供の頃に重い病気に罹ったり、子供の頃から肉体労働に従事していた痕跡が見られた。また骨には、おそらく船内で事故に遭った証拠であろう、多数の治癒した骨折の痕跡も見つかった。
現存する記録には兵士と船員の職務構成に関する物は無いが、「メアリー・ローズ」には約300張のロングボウと数千本の矢が積まれていたため、かなりの割合の射手がいなければならない。骨格標本の検査により、現代ではos acromiと呼ばれる肩甲骨の異常を持つ者が多いことが判った。この症例は、現代のアーチェリー・弓道の選手にも多く、腕と肩の筋肉、特に弓を保持して弦の引っ張りに対応する左腕にかなりの負荷がかかることによって引き起こされる。そのため彼らは子供の頃からロングボウの修練を積んで、専門の射手として乗船していた可能性が指摘されている。
船首近くの主甲板にある重さ2tの青銅製カルバリン砲の近くで、6体分の遺骨が発見された。その内の5体には脊椎の一部の融合と骨化、そして幾つかの椎骨での新しい骨の成長が見られ、これは彼らがが物を強く引っ張ったり押したりする作業に従事していた筋肉質の人物あったことを示していた。残る1名は砲の移動に携わらない装填手と推定される。現在、彼らはこの砲を担当する砲手たちで、戦闘で死亡したものと推測されている。

## 戦歴

### カンブレー同盟戦争

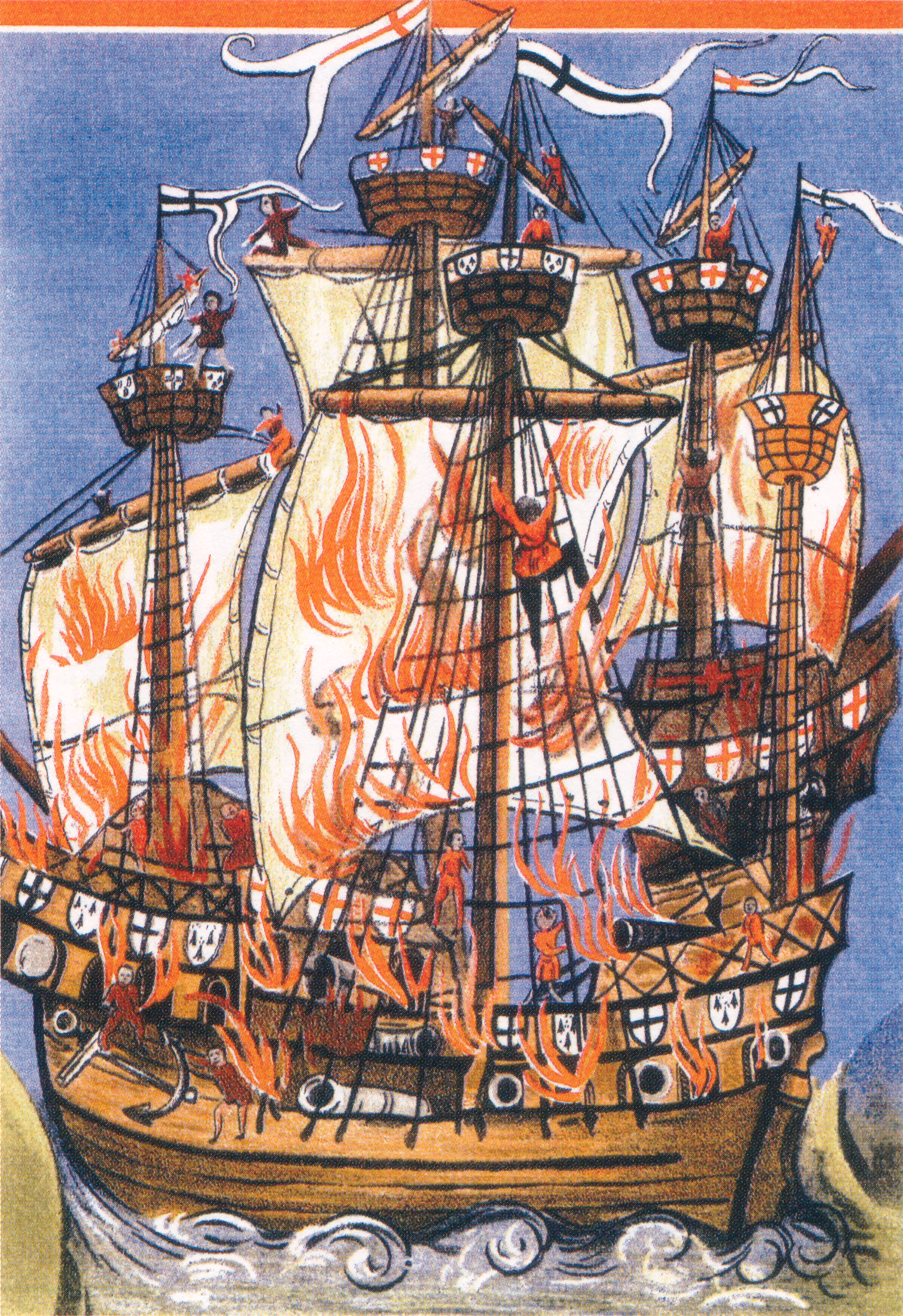
サン＝マシューの海戦で炎上する「コードリエール」と「リージェント」。ジャーマン・ド・ブリーの詩「Chordigerae navis conflagratio」の挿絵。

「メアリー・ローズ」が初めて戦闘に参加したのは、1512年のフランスに対するイングランドとスペインとの共同海上作戦である。作戦ではスペイン艦隊がビスケー湾でフランスとブルターニュの連合艦隊を攻撃し、その後ガスコーニュを攻撃している間、イングランド艦隊はイギリス海峡でフランスとブルターニュの連合艦隊と戦闘する手筈となっていた。 35歳のエドワード・ハワード卿は4月に海軍大将に任命され、旗艦として「メアリー・ローズ」を選んだ。彼の最初の任務は、西仏国境近くのフエンテラビアにイングランドの支援部隊を上陸させるため、イングランドとスペインの北海岸の間の海からフランス艦隊を一掃することだった。イングランド艦隊は18隻の船で構成され、その中には大型船の「リージェント」(Regent) と「ピーター・ポメグラネイト」(Peter Pomegranate) があり、5,000人以上の兵士が乗船していた。ハワードの遠征艦隊はブルターニュ船12隻を拿捕し、ブルターニュ沿岸を4日間にわたり襲撃し、イングランド軍はブルターニュ軍との戦いに勝利し、多数の集落を燃やした。
艦隊は6月にサウサンプトンに戻り、そこでヘンリー8世の訪問を受けた。 8月、艦隊はブレストに向けて出航し、サン＝マシューの海戦で、連携が不十分なフランスとブルターニュの連合艦隊と戦った。大型船（マースデンによれば「メアリー・ローズ」）に率いられたイングランド艦隊は、フランス艦隊を激しく砲撃し、撤退させた。ブルターニュ艦隊の旗艦「コードリエール (Cordelière)」は戦闘を続行したが、遂に「リージェント」に接舷された。その時、偶然もしくは降伏を拒んだ「コードリエール」の乗組員の放火により火薬庫が爆発し、火は「リージェント」に燃え移り、「リージェント」も沈没した。約180人の乗組員が海に飛び込んで脱出した。生き残った僅かなブルターニュ人は、捕虜となった。この戦いで「リージェント」の船長、600人の兵士と船員、フランスの大提督、モルレーの市長が戦死したことが、同時代のいくつかの年代記や報告書に記載されている。8月11日、イングランド艦隊は27隻のフランス船を焼き払い、5隻を拿捕し、上陸してブレスト近郊を襲撃し、捕虜を得たが、嵐の被害に遭い艦隊は修理のためデヴォンのダートマスに引き上げ、サウサンプトンに戻った。
1513年初頭、「メアリー・ローズ」は再びハワード率いるフランス遠征艦隊の旗艦となった。4月11日、艦隊はブレスト沖に到着したが、敵の小部隊がブレスト港とその要塞内にいる大部隊と合流するのを目撃した。フランス艦隊は最近、地中海からのガレー船団によって強化され、イギリスの船を沈めたり、深刻な損傷を与えていた。ハワードはブレスト近郊に軍隊を上陸させたが、前進を阻まれ、物資が不足してきていた。4月25日、勝利を焦ったハワードは小型の櫂船で構成された部隊を率いて、フランスのガレー船団へ正面攻撃をかけるという奇策に出た。ハワード自身がフランスの提督プレジャン・ド・ビドゥの旗艦に接舷し、小部隊を率いて切り込んだ。しかしフランス軍は激しく反撃し、船を繋いでいた綱が切断されてハワードは部下から引き離され、敵兵に嬲り殺された。
提督の戦死と深刻な食糧不足によって戦意を喪失した艦隊は、プリマスに撤退した。エドワード・ハワードの兄であるトマス・ハワードが新しい提督に任命され、ブルターニュへの再攻撃の指揮を任された。しかし風向きが悪く艦隊に十分な補給が出来ないとして、遠征計画は断念され、「メアリー・ローズ」はサウサンプトンに停泊して冬を越した。1513年8月、スコットランドはフランスと同盟してイングランドへ宣戦布告したが、9月9日のフロドゥンの戦いで大敗を喫した。 1514年初頭のブルターニュ再攻撃は、「メアリー・ローズ」を含む海軍の支援を受けたが、交戦の記録は無い。その年の夏、フランス艦隊とイングランド艦隊はお互いに襲撃を行ったが、殆ど戦果を挙げられず、双方とも疲弊していった。秋までに戦争は終わり、ヘンリー8世の妹メアリーとフランス王ルイ12世との結婚によって講和条約が結ばれた。
平和が訪れると、「メアリー・ローズ」は予備艦として通常係留措置となった。 1514年7月、姉妹船「ピーター・ポメグラネイト」と共に大規模な整備を受けた。1518年、定期修理とともにタールとオーカム（古いロープ繊維）によるコーキング処置を受け、その後1522年までは最小限の乗組員が船に住み込んで管理を行った。1520年6月、「メアリー・ローズ」は、ヘンリー8世がイギリス海峡を渡ってフランス王フランソワ1世との会見（金襴の陣）に臨む前に他の軍艦と共に航路の安全確認を行う任務に短期間従事した。

### 第三次イタリア戦争
1522年、神聖ローマ皇帝カール5世との盟約により、イングランドと再びフランスは再び開戦。フランス北部の2つの戦線への、イングランド軍の攻撃が計画された。「メアリー・ローズ」は1522年6月に軍隊の護衛輸送に参加し、 7月1日までにブルターニュのモルレー港を占領した。艦隊は帰国し、「メアリー・ローズ」はダートマスで冬を過ごした。戦争は1525年まで激化の一途を辿り、スコットランドもフランス側で参戦した。1523年、チャールズ・ブランドン率いるイングランド軍はパリの寸前まで迫ったが、戦争を通じてフランスとスコットランドいずからも、イングランドが得た物は殆どなかった。1525年2月24日のパヴィアの戦いでフランス軍が敗れフランソワ1世が捕虜となったことで戦争は事実上終結し、イングランドに大きな利益や勝利をもたらすことはなかった。

### 大改造
「メアリー・ローズ」は1522年から1545年まで予備艦として係留されていた。その間、1527年に、ポーツマスに新しく造られたドックで再び防水処理と修理が行われ、ロングボートの修理と削減がが行われた。
1528年から1539年までの「メアリー・ローズ」に関する資料は殆ど存在しない。トマス・クロムウェルが1536年に書いた文書中に、「メアリー・ローズ」他の6隻の船が「新しく造られた」と明記されているが、彼が言及しているのが何年の出来事で、「新しく造られた」が実際には何を意味しているかは不明である。匿名の著者による1536年1月後半の文書でも、「メアリー・ローズ」と他の船は「新しく造られた」と述べられており、船の木材の年代測定により、1535年または1536年に何らかの修理・改造が行われたことが確認されている。これは、修道院解散が行われた結果、国庫へ大量の資金が流入した時期と一致する。
この改造の内容と規模は不明である。「メアリー・ローズ」引き上げプロジェクトのリーダーであるマーガレット・ルールを含む多くの専門家は、船体部がカーベル工法で新造され、船が現在残る形状になったのは1536年以降のことであると推定している。ピーター・マースデンは、「メアリー・ローズ」は元々は15世紀の船に近い様式で建造され、船尾は四角形ではなく丸みを帯びており、主甲板には砲門がなかった可能性を指摘している。

### 第五次イタリア戦争

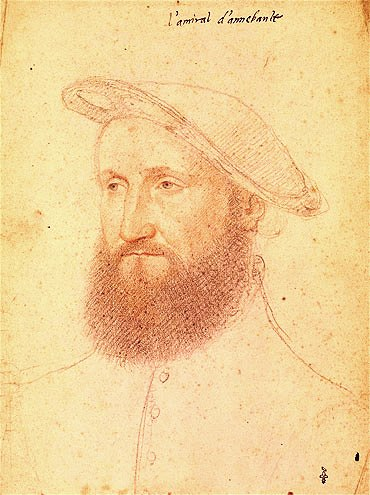
ワイト島侵攻を指揮したクロード・ダヌボー（フランソワ・クルーエ作、1535年1月）

ヘンリー8世の繰り返される離婚問題や強引な修道院解散は、教皇とヨーロッパ中のカトリック君主の怒りを買い、イングランドの外交的孤立は深まった。1544年、ヘンリー8世は神聖ローマ皇帝カール5世との間でフランスとの開戦に同意し、イングランド軍は9月に多大な犠牲を払ってブローニュを占領したが、カール5世が単独でフランスと講和を結んだため、イングランドは窮地に立たされた。
1545年5月、フランスはイングランド上陸を目指し、セーヌ川河口に大艦隊を集結させた。艦隊の規模はフランス側の史料によると123～300隻、イングランドの歴史家エドワード・ホールによると、最大226隻の帆船とガレー船で構成されていた。大艦隊に加えて、アーブル＝ド＝グラース（現在のル・アーヴル）には50,000人の軍隊が集結していた。イングランド側はライル子爵ジョン・ダドリー率いる160隻の船団と兵12,000人がポーツマスで準備を整え、6月初旬に出航準備が整う前のフランス軍へ先制攻撃を行ったが大した戦果は得られなかった。7月初旬、クロード・ダヌボー提督率いるフランス艦隊128隻はイギリスに向けて出航、イングランド側の抵抗を受けることなく7月16日にはソレント海峡に入った。この時、イングランドには旗艦の「メアリー・ローズ」を含め、約80隻の船でフランスに対抗しようとした。しかし、ソレント海峡のような波の少ない海域で性能を発揮する大型ガレー船が殆どなかったため、イングランド艦隊はすぐにポーツマスに引き返した。

### ソレントの海戦
イングランド軍は港に押し込められ、出撃できなかった。1445年7月19日、フランスのガレー船は身動きできないイングランド艦隊に降伏を迫り、拒否するなら最初に13隻のローバージ（小型ガレー船）を破壊すると通告した。ここで風が強まったため、ガレー船団が破壊される前に、帆船は攻勢に出ることができた。最も大きな「アンリ・グラサデュー」と「メアリー・ローズ」の2隻が、ソレント海峡のフランス艦隊への攻撃の主軸となった。
戦闘開始早々に、何らかの問題が発生した。フランスのガレー船と交戦中、「メアリー・ローズ」は突然、船体が右舷側に大きく傾いたため、開いていた砲門から浸水した。乗組員たちは船体の傾きを修正できず、船が急速に沈み始めたため、安全な上甲板へ逃げ出すしかなかった。船体の傾きが増すと、内部に積まれた装備品・弾薬・物資・保管容器が動いたり崩れて、乗組員の混乱に拍車をかけた。調理室の左舷側の巨大なレンガ造りのオーブンは完全に崩壊し、その弾みで巨大な79英ガロン (360リットル)の銅製大釜が上の最下甲板に放り出された。重い大砲は滑って反対側の内壁に激突し、船員の脱出を妨げ、圧し潰されて死傷者も出た。
主甲板で砲を操作ていた砲兵や、船倉で弾薬や物資を運んでいた船員たちには、脱出する時間は殆ど無かった。多くの遺体が各甲板を繋ぐ昇降階段付近で発見されていることから、ここが人々の脱出を妨げるボトルネックとなったと思われる。さらに犠牲者を増やしたのが、船体中央の上甲板と船尾楼を覆っていた移乗攻撃防止ネットだった。マストの上部にいた者を除いて、下甲板からなんとか脱出してきた人々のほとんどは、このネットの下に閉じ込められ、水面や先に逃げた仲間たちを目の前にしながら脱出も叶わず、船と共に海中に引きずり込まれた。少なくとも400人の乗組員のうち、脱出できたのは35人未満にとどまり、死傷率は90%を超えた。

## 沈没の原因

### 同時代人の証言
「メアリー・ローズ」の沈没に関する多くの証言が保存されているが、確認された唯一の当事者による目撃証言は、神聖ローマ帝国の外交官フランス・ファン・デル・ディルフトが1454年7月24日付の手紙に残した生き残ったフラマン人の乗組員の証言である。それによると、「メアリー・ローズ」は片舷の砲を撃ち尽くし、反舷の砲を敵船に向けるために旋回したところ、強い横風を受けて大きく傾き、開いていた砲門から海水が入ってきた。
7月23日付のウィリアム・パジェットへの手紙の中で、元海軍卿ジョン・ラッセルは、船が失われたのは「（乗員の）重大な過失」が原因であると主張した。
沈没から3年後に書かれた『ホールズ年代記』は沈没の理由を「あまりにも愚かな行為が原因だった。（略）船は多くの重い武器を積んだ状態で、砲門を開けたまま急に向きを変えたので、そこから水が入り、あっという間に沈んでしまった」と述べている。
その後は、船が移動中に傾き、砲門が開いていたために浸水して沈んだという説明が繰り返されている。ジョン・フッカーが1575年以降に書いた、ジョージ・カリュー中将の兄弟であるピーター・カリューの伝記では、同じ理由が示されているが、乗組員の不服従が原因であると付け加えられている。伝記によると、ジョージ・カリューは、出港直後に「メアリー・ローズ」の不穏な兆候に気付いたとしている。ジョージの叔父であるガウェン・カリューは、戦いの最中に乗艦「マシュー・ゴンソン」で通りかかり、甥に船の状況を尋ねた。それに応えて、ジョージは「私の命令を聞かないならず者どもがいる」と答えたとされる。
イングランド側とは対照的に、戦闘に参加していたフランスの騎兵将校マルタン・デュ・ベレーは、「メアリー・ローズ」はフランス艦の砲撃によって沈められたと述べている。

### 現代の仮説
現代の歴史家の間で最も一般的な沈没の原因は、様々な要因から不安定になっていた船に偶然強い突風が吹きつけ、戦闘中で砲門が開いていたことが致命的となり、船は浸水して間もなく沈没してしまった、というものである。さらに、この仮説を基に沈没の原因を「長年の使用と改装で増えた重量に、船体が耐えられなくなったからだ」という説が提唱された。
ピーター・マースデンは、19世紀と20世紀の調査で回収された大砲を調べた結果、砲弾が装填された状態の砲が両舷に残っていたことから、片側の大砲を全て発射した後に船が向きを変えたという記述に疑問を呈した。これは、経験豊富な乗組員が危険な方向転換を行う際に砲門を閉じなかったとは考えられないため、何か別の問題が発生した可能性があることを意味すると解釈されている。
最新の調査により、船が1536年前後に大改造を受けたことが判明しており、その内容は「メアリー・ローズ」が航海に耐えるには変更点が多すぎるという説を裏付けている。マースデンは、追加された大砲の重量によって喫水が大幅に下がり、喫水線が主甲板の砲門から3.3フィート (1.0 m) 未満になったことを示唆している。
ピーター・カリューの伝記にある乗組員不服従説は、元英国海軍軍医総監ジェームズ・ワットの「当時ポーツマスでは赤痢が流行していた記録があり、船を適切に扱える優秀な船員が不足していた可能性がある」という主張によって補強された。歴史家のリチャード・バーカーは、乗組員は船が事故を起こす可能性が高いことを知っており、そのため彼らは躊躇して命令に従うことを拒否したのではないかと推測した。マースデンは、カリューの伝記が、フランスとイギリス双方の目撃者による証言と詳細な点で矛盾があることを指摘した。また、乗員数が700人と船の規模からすれば異常といえる人数が書かれていることから、伝記の内容が沈没事件を悲劇的に描くために脚色された可能性を指摘している。
マルタン・デュ・ベレーが述べた、フランスのガレー船が「メアリー・ローズ」を沈めたという報告は、海軍史家のモーリス・ド・ブロサールによって「the account of a courtesan（娼婦の証言＝虚偽の証言）」と表現された。 デュ・ベレーと彼の2人の兄弟は、国王フランソワ1世の側近で。彼らは海戦をフランスの勝利と報告したことで王から多くの褒美を得ていた。一方、イングランド側の記述は、沈没の原因を敵ガレー船の砲弾ではなく、自分たちの不名誉にもなる乗員の無能としており、多少の偏りが見られるものの信用に値するとされている。

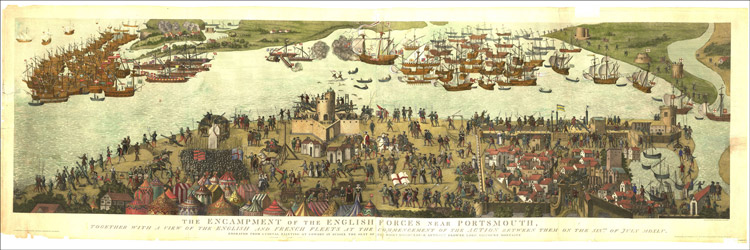
ソレントの海戦を描いた『カウドレイのエングレービング』の模写。中央の海に浮かんでいるのが「メアリー・ローズ」。

ポーツマス大学の地理学者であるドミニク・フォンタナは、デュ・ベレーの証言を基に描かれた『Cowdray Engraving』（上図）に描かれている船や建物の位置と最新のGIS分析が一致したことからデュ・ベレーの証言を支持している。フォンタナは絵に描かれている両艦隊の位置関係と、沈没地点までの「メアリー・ローズ」の航跡を計算することによって、ガレー船が「メアリー・ローズ」船体の低い位置に衝突し、その穴から浸水した結果、不安定になったという結論に達した。彼は、船が真北に真っ直ぐ進んだ最後の船首方位を、わずか数百m離れたスピットバンクの浅瀬に到達しようとして失敗したと解釈した。この説は、「メアリー・ローズ」研究家の1人であるアレクサンドラ・ヒルドレッドから部分的に支持されているが、彼女は、スピットバンクに近接しているのは、座礁を避けるために急旋回を試みた際に沈没が発生したことを示している可能性もあるとしている。

### 実験
2000年、チャンネル4のテレビ番組『What Sank the Mary Rose?』の中で、沈没の原因を探るため、船の縮尺模型と上甲板の兵士たちを模した金属製の重りを使った実験が試みられた。最初の実験では、船は転覆することなく、目撃者が説明した方向転換を行うことができたことが示された。2回目の実験では、「メアリー・ローズ」が旋回を試みた際に、沈没当時の報告と同様の突風を再現するために送風機が使用された。模型が方向転換したとき、上層部に当たった風で通常時よりも強い傾斜が起こり、メインデッキの砲門が喫水線より下になり、模型は数秒で沈没した。一連の出来事は、目撃者の報告通りで、特に船が沈没したのは一瞬だった。

## 沈没後

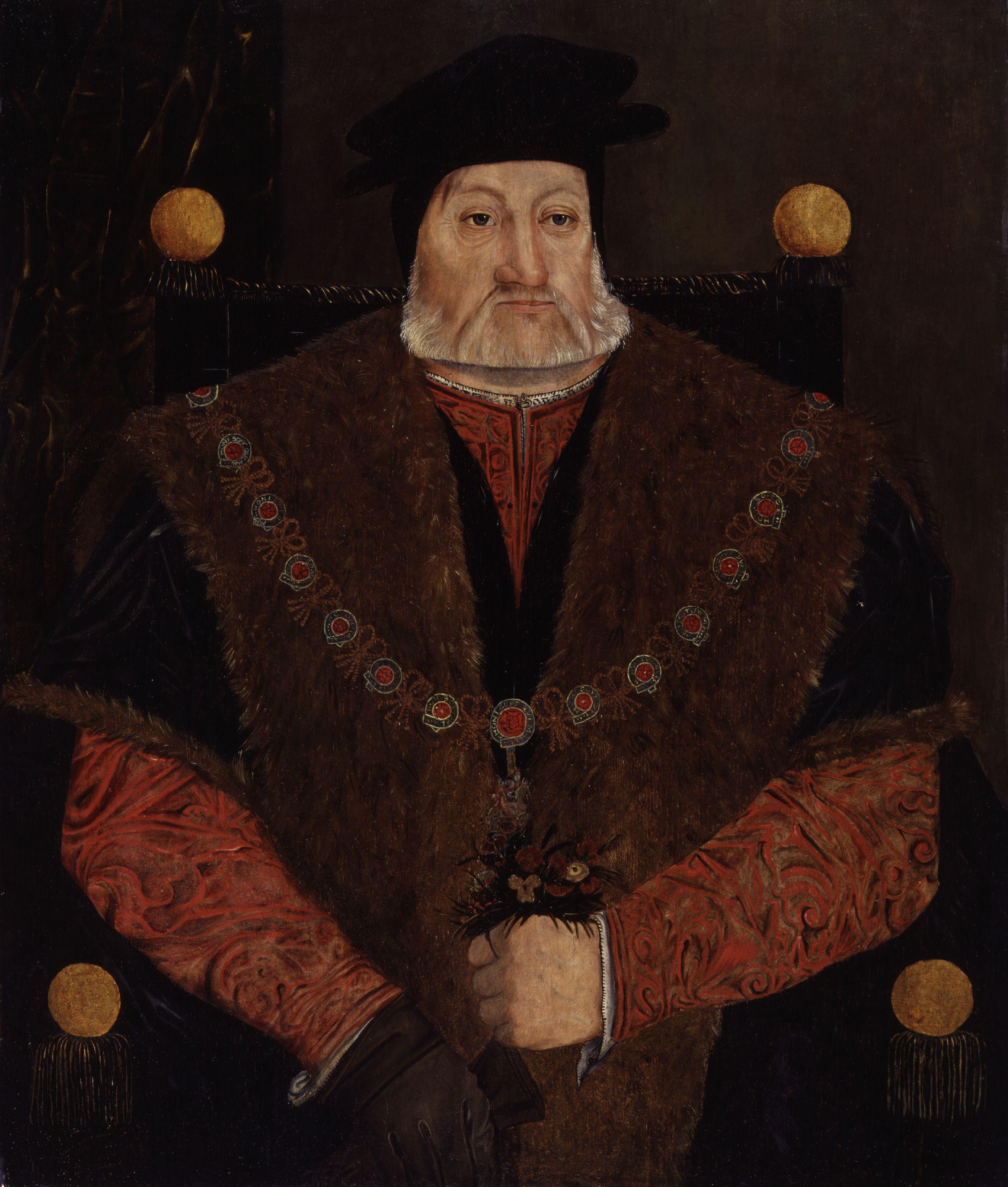
1545年の引き揚げ作業を指揮したサフォーク公爵チャールズ・ブランドン

沈没からわずか数日後に国務卿ウィリアム・パジェットへ救助の試みが命じられ、ヘンリー8世の義弟であるサフォーク公爵チャールズ・ブランドンが実務を取り仕切った。
作戦は、まず太いロープを水中の船体に取り付け、水上に浮かべた2隻のハルクに固定する。干潮時には、ロープをキャプスタンで巻き取って張られた状態を維持する。満潮になり、ハルクと沈没船が浮き上がったところで、これを浅瀬に曳航し、沈没船全体が水上に出るまで同じ手順を繰り返す、という浅瀬で沈没した船を引き上げる際の標準的な手順で行われた。

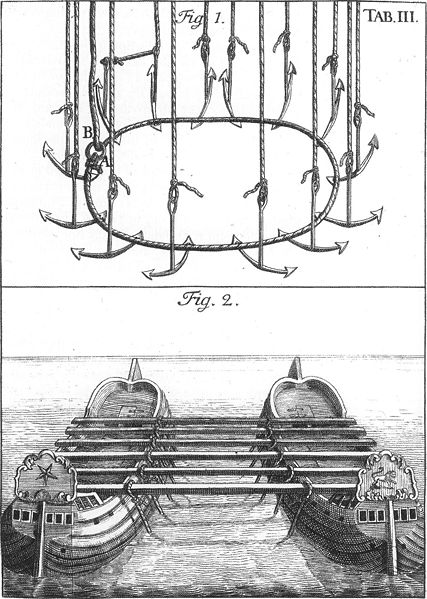
1734年に出版されたサルベージに関する論文に掲載されたイラスト。錨と船またはハルクをポンツーンとして使用し、沈没船を引き上げる方法が示されている。16世紀に試みられた手法とほぼ同じである。

8月1日までに巨大なロープ、キャプスタン、滑車および潤滑油として40ポンド (18 kg) の獣脂など、必要な機材のリストが作成された。作業チームは30人のヴェネツィア人航海士と船大工、彼らの部下となる60人のイングランド人水夫で構成されていた。 ハルクとして「メアリー・ローズ」と同じ700トン級の「ジーザス・オブ・リューベック」(Jesus of Lübeck) と「サムソン」(Samson) の2隻が用意された。サフォーク公は成功を確信し、「『メアリー・ローズ』は数日で引き上げられる」と報告して国王を喜ばせた。しかし、彼の報告は根拠のないものであったことがすぐに証明された。「メアリー・ローズ」は右に60度傾いた体勢で沈降しており、船体の多くは海底の泥に深く埋もれていた。そのため、船体の下にロープを通すことは不可能であり、固い海底に着底していた場合よりもはるかに大きな揚力が必要だった。この時、代わりにメインマストにロープを固定しようとした結果、マストが折れた可能性がある。
1545年の作業では、数個の索具、銃砲、およびその他の道具類の引き上げには成功した。その後、1547年と1549年の少なくとも2回、沈没船からさらに大砲を引き揚げた作業員たちに賞金が支払われている。最初の引き揚げ作業は失敗に終わったが、少なくとも1546年に「メアリー・ローズ」が『アンソニー・ロール』に収録された頃までは、船体の引き上げ可能性を信じる声が根強く残っていたとみられている。船体を完全な形で引き上げるという望みが最終的に放棄されたのがいつなのかは判っていない。1547年1月のヘンリー8世の死後、遅くとも最後に大砲が引き上げられた1549年のどちらかではないかと言われている。「メアリー・ローズ」についてはエリザベス1世の時代にも記録があり、女王に仕えたの提督の1人ウィリアム・モンソン(1569–1643) によると、16世紀後半には干潮時に水面から突き出た船体を見ることができたという。

### 海中での劣化
沈没後、「メアリー・ローズ」の船体は海流に対して直角に向いた形でソレント海峡の海底に半ば埋まった状態となった。泥と海藻が船内に堆積し、船体の両側に2つの溝（スカウ・ピット）が形成された。上向きに傾斜する左舷側には深くて狭い溝が形成され、右舷側には浅く広い溝が形成されたが、着底時の衝撃で殆ど埋まっていた。海流によって運ばれる砂とシルトによる浸食と、菌類、バクテリア、およびフナクイムシなどの活動により、船体は崩れ始め。やがてむき出しの木造部分は劣化し、徐々に崩壊していった。左舷側の材木と内容物は、スカウ・ピットや残ったの船の構造内に堆積するか、海流によって運び去られた。船の露出部分の崩壊後、残った構造物の殆どは徐々に堆積物で覆われて隠され、現場は平らな海底となった。16世紀になると、圧縮された粘土と砕けた貝殻でできた硬い地層が形成され、船体を完全に覆い隠した。 これが船が引き上げられたとき、元の構造の約40%が残っていた理由となった。18～19世紀にかけて、さらに柔らかいシルトの層がこの場所を覆っていったが、潮汐とソレント川の流れが頻繁に変化したことにより、木材の一部が露出して1836年に偶然再発見されたことが、1971年に船体の位置を特定するのに役立った。

### 19世紀の発見
1836年半ば、5人の漁師が、ソレント川の底から突き出た材木に網を引っ掛けてしまった。彼らは障害物を取り除く手助けを潜水士のヘンリー・アビネットに依頼し、彼は6月10日にほぼ300年ぶりに「メアリー・ローズ」を目にした人物となった。その後、ジョン・ディーンとウィリアム・エドワーズという2人のプロ潜水士が雇われた。当時、発明されたばかりのゴム製潜水服と金属製のダイビングヘルメットを使用して、ディーンとエドワーズは残骸を調査し、そこから遺物を回収した。いくつかのロングボウを含む様々な木材や木製の物体に加え、彼らはいくつかの青銅と鉄の大砲を引き上げ、それらは220ポンド以上の価格で軍需局に売却された。当初、利益の取り分を巡ってディーン、アビネット、そして彼らを雇った漁師の間で争いになったが、最終的に漁師が最初に引き揚げられた大砲の売却益の一部を受け取ることで解決し、ディーンはアビネットの出資で遺物の排他的な引き揚げ権を取得した。沈没船は、1537年製の青銅砲の1つの碑文から、すぐに「メアリー・ローズ」と特定された。

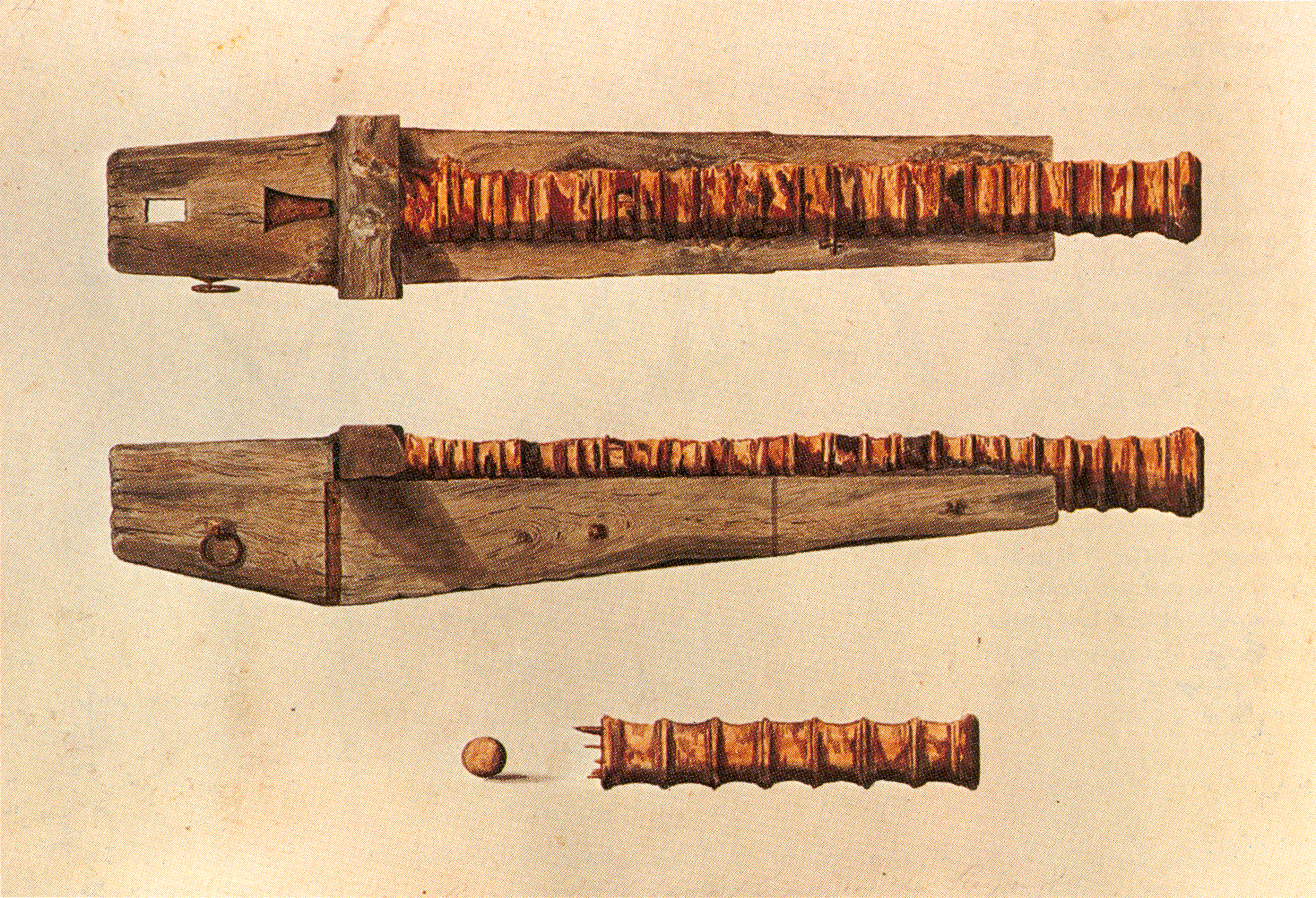
2つの視点から描かれたスリング砲の水彩画。錬鉄製の砲身、二輪の砲車（車輪なし）と別の錬鉄砲の一部と砲弾が描かれている。この絵はディーンが1836年から1840年にかけて発見した物の一部を記録するために描かれた。

船が特定されたことで、サルベージ作業に対する世間の関心が高まり、引き上げ品に対する骨董品としての大きな買取需要が生じた。多くの引き上げ品は適切な保存処置がとられず、その後に劣化し失われたが、それらを描いた多くの鉛筆画と水彩画が今日まで残っている。ディーンは1836年に一旦サルベージを中止したが、1840年により軍需局から入手した古い爆弾で船体を壊すという乱暴な方法で作業を再開した。現代の発掘調査で爆弾の破片や発破の痕跡が発見されたが、ディーンの爆弾がチューダー朝期の遺物を封印していた硬い地層を突破できたという証拠はなかった。ディーンの報告書には、どちらも船内に存在したはずの排水ポンプとメインマストの下部を回収したとあり、ロングボウのような小さな木製品も回収されていることから、ディーンがテューダー朝期の地層に到達した可能性が示唆されているが、これは20世紀の発掘プロジェクトのリーダーであるマーガレット・ルールによって異論が唱えられている。1840年10月の新聞報道では、船はクリンカー方式で建造されていた報じられているが、この特徴を持つ船の部分は船尾楼だけであるため、ディーンは船の大部分を覆っていた硬い地層を取り除けず、彼が入ったのは現在は失われた船尾楼だったのではないか、という説が提唱されている。ディーンによる乱暴な作業にも拘わらず、「メアリー・ローズ」はソレント海峡で難破した他の船（戦列艦「ロイヤル・ジョージ」(HMS Royal George) など）のような大規模な破壊を免れた。

### 20世紀の再発見
「メアリー・ローズ」の学術的な調査は、1965年にBSACのサウスシー支部によって、ソレント海峡で沈没船を発見する計画の一環として開始された。この計画は、歴史家、ジャーナリスト、アマチュアダイバーのアレクサンダー・マッキーが主導した。彼らとは別にロンドンの海洋考古学委員会の後援を受けたイギリス海軍中佐のアラン・バックスも調査チームを結成した。当初、2つのチームの間では沈没船の位置の見解が異なっていたが、最終的に協力して調査に当たることになった。1966年2月、1841年製作の海図が発見され、それには「メアリー・ローズ」の他にも幾つかの船の沈没地点が記されていた。海図上の位置は、マッキーのチームが既に見つけていた海底の溝と一致し、最終的にポーツマス港の入口 (北緯50度46分0秒 西経1度06分0秒 / 北緯50.76667度 西経1.10000度) から3km南、干潮時に水深36フィート (11 m) の地点と特定された。潜水調査は1966年に始まり、1967年から1968年にかけてハロルド・エジャートンが行ったソナー探査により、何らかの埋設物の存在が明らかになった。1970年に材木の破片が発見され、1971年5月5日、冬の嵐によって部分的に露出した、埋もれていた船体の詳細な位置が初めて特定された。
調査チームにとって最初の大きな問題は、当時のイギリスには沈没船を盗掘者から保護する法律や規定が存在しないことだった。かつて移動物体であった船は、沈没して行動不能となっても法的には動産として扱われ、最初に引き上げた者に所有権が認められていた。『1894年商船法』では、「沈没船から持ち出された物品は全て競売にかけ、サルベージ活動の資金もそこから調達すること」が規定されており、沈没船から品物を「盗んで」利益を上げることは問題視されていなかった。この問題は、「歴史的また考古学的に価値のある『メアリー・ローズ』の残骸を発見し、発掘し、引き上げ、永久に保存する」ことを目的とした組織、"メアリー・ローズ委員会" を結成し、所有権が認められたことによってクリアすることができた。
委員会は「メアリー・ローズ」が沈んでいる海底をポーツマス市当局から借り受けることで、部外者の船への不法侵入を禁止した。また沈没船の正確な位置を非公表としたことで、調査が部外者から妨害されることはなかった。1973年2月5日に『難破船保護法』が成立し、「メアリー・ローズ」は歴史的価値のある船として法的保護の対象となったことで、商業目的のサルベージ業者は完全に排除された。しかし、保護法成立後の数年間は、先述した商船法の引き上げ規定との矛盾が残されていたため、発掘された遺物が当局に没収され競売にかけられる可能性があり、調査チームの不安材料となった。

#### 調査と発掘
1971年に「メアリー・ローズ」が発見されると、プロジェクトはメディアの注目を集め、一般の知名度も上がった。これにより、主に民間から、多くの寄付と機材がが集まった。1974年までに、委員会には国立海事博物館、イギリス海軍、BBCおよび地元の代表者が参加した。同年、プロジェクトは王室の後援を受け、当時の王太子チャールズは自ら遺跡の潜水調査にも参加した。これにより、さらに多くの宣伝が行われ、さらに多くの資金と支援が集まった。メアリー・ローズ委員会は、より公的性格を帯びたものとなった。委員会は1974年に登録慈善団体となったことで、資金調達が容易になり、船の発掘と引き上げ作業の申請は英国政府から正式に承認された。
1978年の最初の調査で、船体構造がほぼ残っていることと、船体はほぼ北向きで、右舷に対して60度、船首がわずかに下向きに傾いて沈んでいることが確認された。イギリスには「メアリー・ローズ」のような大型帆船に使用された造船技術の記録が残っていないため、船を発掘し、設計を詳細に調査することで、当時の造船技術に新たな光が当たることが期待された。ただし船体を完全に発掘することは、船体を生物による腐敗や海流による浸食から保護してきたシルトの層を除去することも意味し、作業は数年間で終える必要があり、そうしないと船体に取り返しのつかない損害を与える危険があった。また可能であれば、船体の残骸を回収して保存することが望ましいと考えられた。このプロジェクトは初めて、船体を実際に引き上げ、保存し、一般公開するための準備という現実的な困難に直面した。
この新しい、かなり複雑で費用のかかる課題に対処するため、新しい組織が必要であると判断された。そこで委員会を多くの組織の代表者が参加する有限慈善信託団体メアリー・ローズ・トラストに改組することで、より大規模な活動と多額の資金投入の必要性に対応した。1979年、1971年から使用されていた40フィート (12 m) の双胴船「ロジャー・グリーンヴィル」(Roger Greenville) に代わって新しい潜水作業支援船が導入された。選ばれたのは、1961年のスウェーデン艦「ヴァーサ」(Vasa) 引き上げ作業でも使用されたサルベージ船「スレイプニル」(Sleipner)だった。プロジェクトは、12人のボランティアが年に4か月間だけ作業する体制から、50人以上のスタッフが年に9か月ほぼ24時間体制で働く体制に変わった。さらに500人以上のボランティアのダイバーと海岸の基地や保護施設を運営する約70人の研究所スタッフが加わった。1979年から1982年までの4回の調査期間中に、延べ22,000時間以上の潜水調査が行われた。

#### 船体の引き上げ

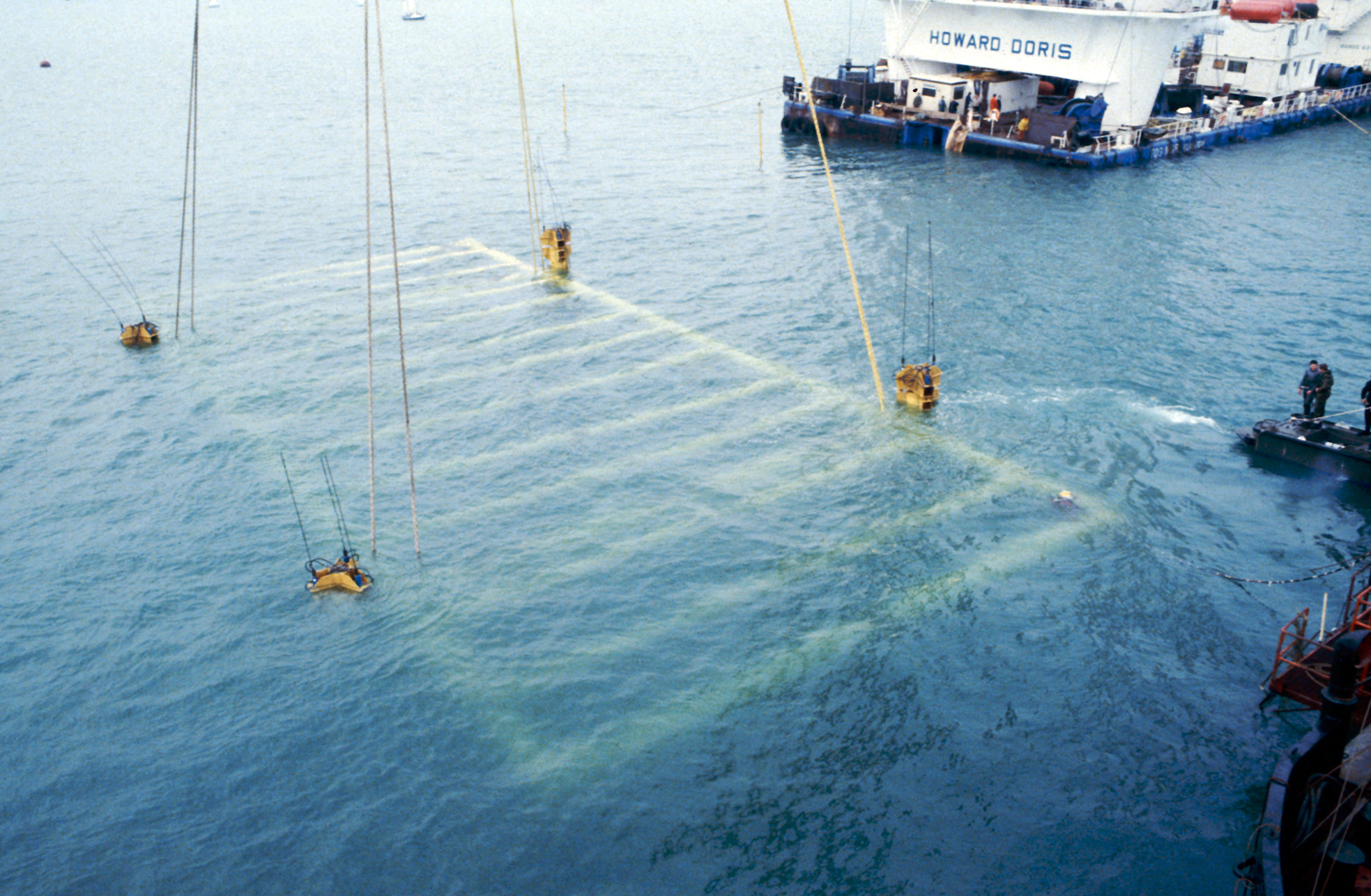
1982年10月11日、引き上げ作業最終段階の「メアリー・ローズ」。

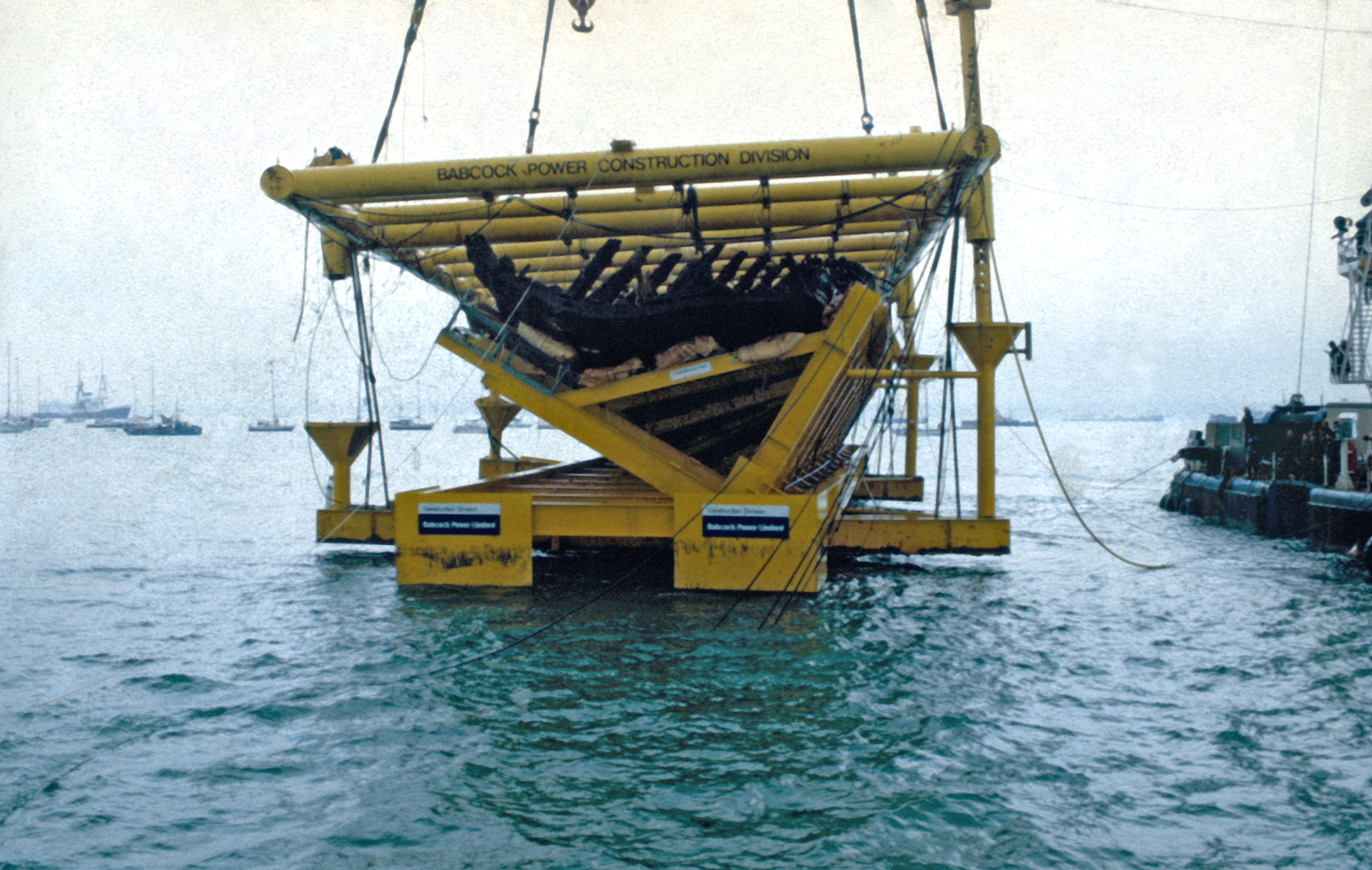
水面上に姿を現した「メアリー・ローズ」。

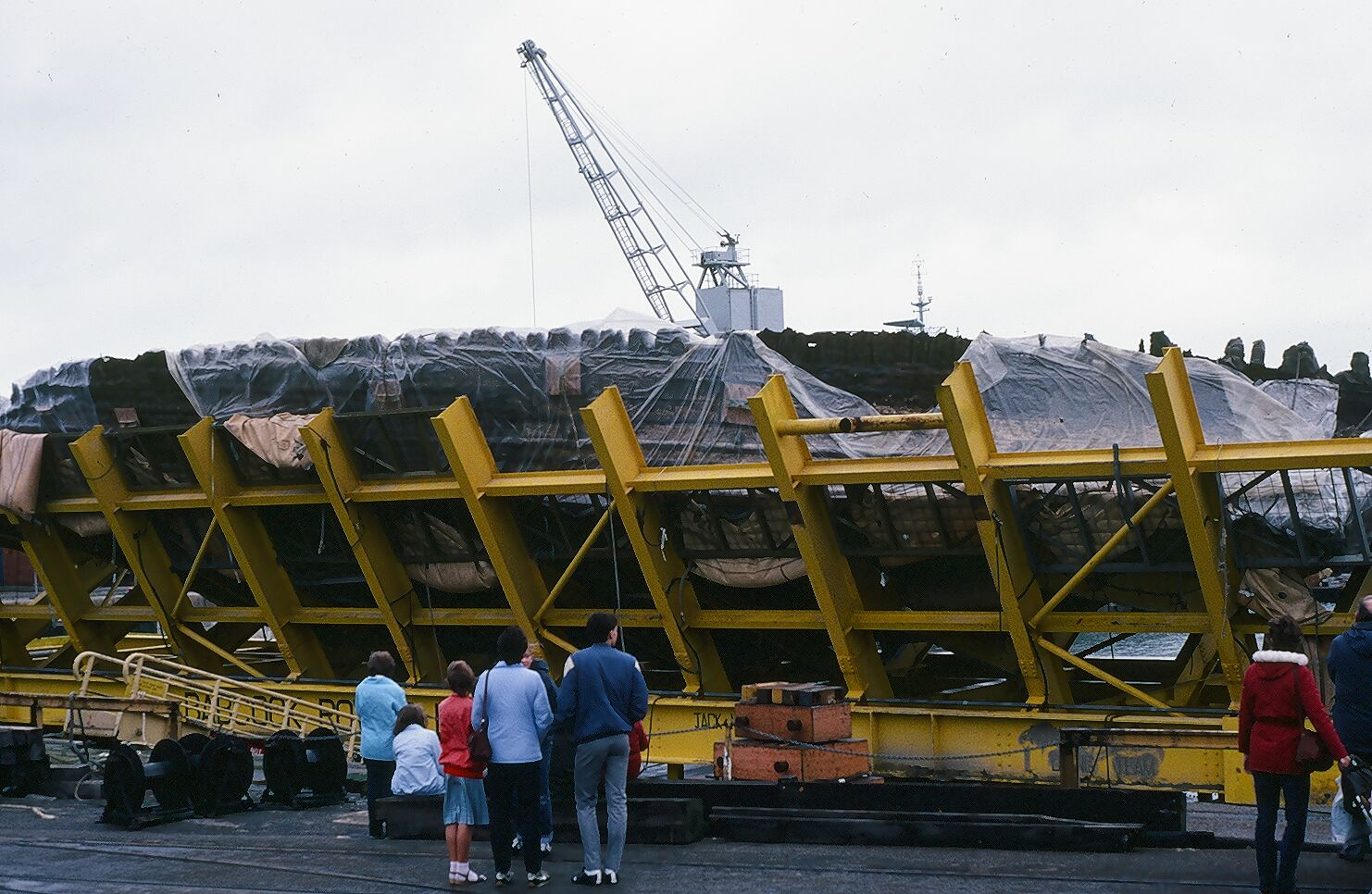
陸上げされた「メアリー・ローズ」

「メアリー・ローズ」の引き揚げ作業では、これまでにない繊細な問題の克服を必要とした。 1959年から1961年に行われた「ヴァーサ」の引き上げという前例はあったが、この時は船体が無傷で海底に直立していたため、比較的簡単な作業だった。作業は当初、船体の下にワイヤーを通し、水上の2つの艀に取り付けて徐々に持ち上げ、浅瀬に曳航するというテューダー朝時代と基本的に同じ方法で行われた。しかし「メアリー・ローズ」の船体で無傷なのは全体の3分の1ほどしかなく、しかも泥の中に深く埋もれていたため、従来の方法で水上まで持ち上げた場合、十分な構造強度があるという保証はなかった。船体を安全に持ち上げるため、現場周辺に囲い堰を造り水を汲み出す、船体内を小さな浮力のある物体（ピンポン球など）で満たして浮き上がらせる、さらには海底に塩水をポンプで送り込んで凍らせて浮き上がらせるなどの方法が提案されたが、いずれも却下された。長い議論の末に1980年2月、まず船体内の全ての内容物を空にし、周囲を鋼鉄のフレームで補強し、次に船体の下を通るナイロン製の浮きを取り付け、クレーン船で水面に持ち上げ、陸上の船架まで移動させることが決定した。また、これ以上保護が遅れると生物による腐敗と潮流による浸食で船体が修復不能となる惧れがあるため、1982年の潜水調査終了を待たずに引き上げ作業を行うことも決定された。
最後の1年間、発掘と引き上げ準備という大規模な作業が同時進行で行われたため、プロジェクトの進行に資金的な問題が出てきた。1981年5月、アレクサンダー・マッキーは木材を引き上げるために選択された方法について懸念を表明し、発掘調査を指揮するマーガレット・ルールを公然と批判した。当時マッキーは、「メアリー・ローズ」をはじめとするソレント海峡の沈没船調査に最初から関わり、また潜水作業でも中止的役割を果たしてきた自分が無視されていると感じていた。彼とその支持者たちは、引き上げ作業中に船が損傷した場合、プロジェクトが台無しになる可能性を指摘した。これらの懸念に対処するために、船体を一旦、鋼鉄製の船架の上に水中で乗せることが提案された。これなら、木造の船体を支えることなく水から上げても、船体を傷つける心配がない。ナイロン製の浮きを使用するというアイデアも見直され、船体の170ヶ所に穴を開け、そこに鉄のボルトを通し、吊り上げ用フレームに繋がったワイヤーを取り付けることことにした。
1982年春、最後の水中での考古学調査が集中的に行われた後、船体の引き上げ準備が始まった。作業の早い段階で特注のクレーンに問題があることが判明し、またフォークランド紛争の勃発により、王立工兵隊所属のダイバー達が原隊復帰のため現場を離れなければならなくなったため、6月後半には船体の持ち上げ方法を大幅に変更する必要が出てきた。
まずフレームで船体を完全に覆った後、4本のジャッキでゆっくりと持ち上げ、船は海底から離された。次に、台船「Tog Mor」の巨大クレーンがフレームと船体を緩衝材となる水の詰まった袋で埋められた船架に移動させた。
1982年10月11日朝、最後の引き上げ作業が始まった。現場では調査チーム、皇太子、およびボートに乗った野次馬が作業を見守った。午前9時3分、「メアリー・ローズ」の船体が水面にその姿を現し始めた。水浸しの木材を衝撃から守るための第2の緩衝材として船体の下に敷かれた袋に空気が注入された。最後に、パッケージ全体が台船に置かれ、岸に運ばれた。

## 考古学調査
「メアリー・ローズ」発掘調査は、海洋考古学の歴史の中でも最も壮大で多額の費用を要した計画の1つであり、英国におけるこの分野で新境地を切り開いた。
1973年制定の『難破船保護法』の下で保護される最初の難破船の1つになっただけでなく、司法分野では本計画が先例となって沈没船に関して幾つかの新しい判例が生まれた。また英国において民間資金によって行われた発掘調査として初めて、全ての発掘品を競売にかけることなく、科学的な調査に供することができた。過去の同様の計画では発掘品の一部が回収されるのみだったが、「メアリー・ローズ」に関する発掘品は全てが回収され、記録された。船体がほぼ完全な形で引き上げられたことにより、英国で初めて政府の認定と資金援助を受けて難破船を展示する施設が建設された。「メアリー・ローズ」の発掘調査は、水中でも陸上での発掘調査に匹敵する正確さのレベルの正確な調査が可能なことを証明した。
1970年代、「メアリー・ローズ」では当時の海洋考古学分野における最新の方法を用いての入念な調査・発掘・記録が行われた。水中での作業は、陸上考古学の原則が常に適用されるとは限らないことを意味していた。沈没位置を特定する過程では、機械式掘削機、エアーリフト、ポンプ式浚渫船が使用されたが、船体が本格的に発見されると、より繊細な技術が必要となった。
「メアリー・ローズ」の発掘品の多くは、形状は良好に保存されていたが、非常に脆くなっており、慎重な取り扱いが必要だった。大小様々な発掘品は、古いプラスチック製のアイスクリーム容器などの柔らかい梱包材に入れられ、特に「クリームチーズのように柔らかく」なっていた幾つかの矢は、特別な発泡スチロール製容器で保護する必要があった。
粘土、砂、土を遺跡の外または地表に吸い上げるエアリフトはまだ使用されていたが、遺跡内を荒らす可能性があるため、より慎重な使用が求められた。現場に何層にもわたり堆積した地層は、発見された遺物の年代を特定するために使用するため、適切に記録する必要があった。遺物の欠片の様々な種類の付着物や化合物の残滓は、それが何かを特定する重要な手がかりであり、細心の注意を払って取り扱う必要があった。
1970年代から1980年代初頭にかけて発掘と引き上げ作業が行われたため、まだ作業用の足場と船首の一部が海底に残されていたが、潜水調査は中止された。その後は発掘された何万もの遺物の保存・修復作業と、発掘品と船体を保存・展示するための施設の建設に資金が振り向けられたため、潜水調査を行うことができなかった。2002年、国防省が2隻の新型空母建造計画を発表した。新型空母はポーツマス港口を通り抜けられるよう余裕をもって設計されていたが、海軍では港口からソレント海峡を潮の干満に関係なく航行できるか調査・確認することになった。計画された航路が「メアリー・ローズ」遺跡の近くを通っていたため、遺跡をもう一度調査・発掘するための資金が提供された。この発掘調査で新たに木材が発見され、調査は2005年に完了した。このときの最も重要な発見の中には、船首前方へ32フィート (9.8 m) 伸びた舳先の部分があり、これにより船の大きさをより正確に知ることができるようになった。
調査終了後の「メアリー・ローズ」沈没現場は『1973年難破船保護法』基づいて保護されており、域内へ立ち入る為には特別な許可が必要となっている。遺跡は、 ヒストリック・イングランドによって「歴史的、考古学的、または芸術的に重要な遺跡」に指定されている。

### 出土品

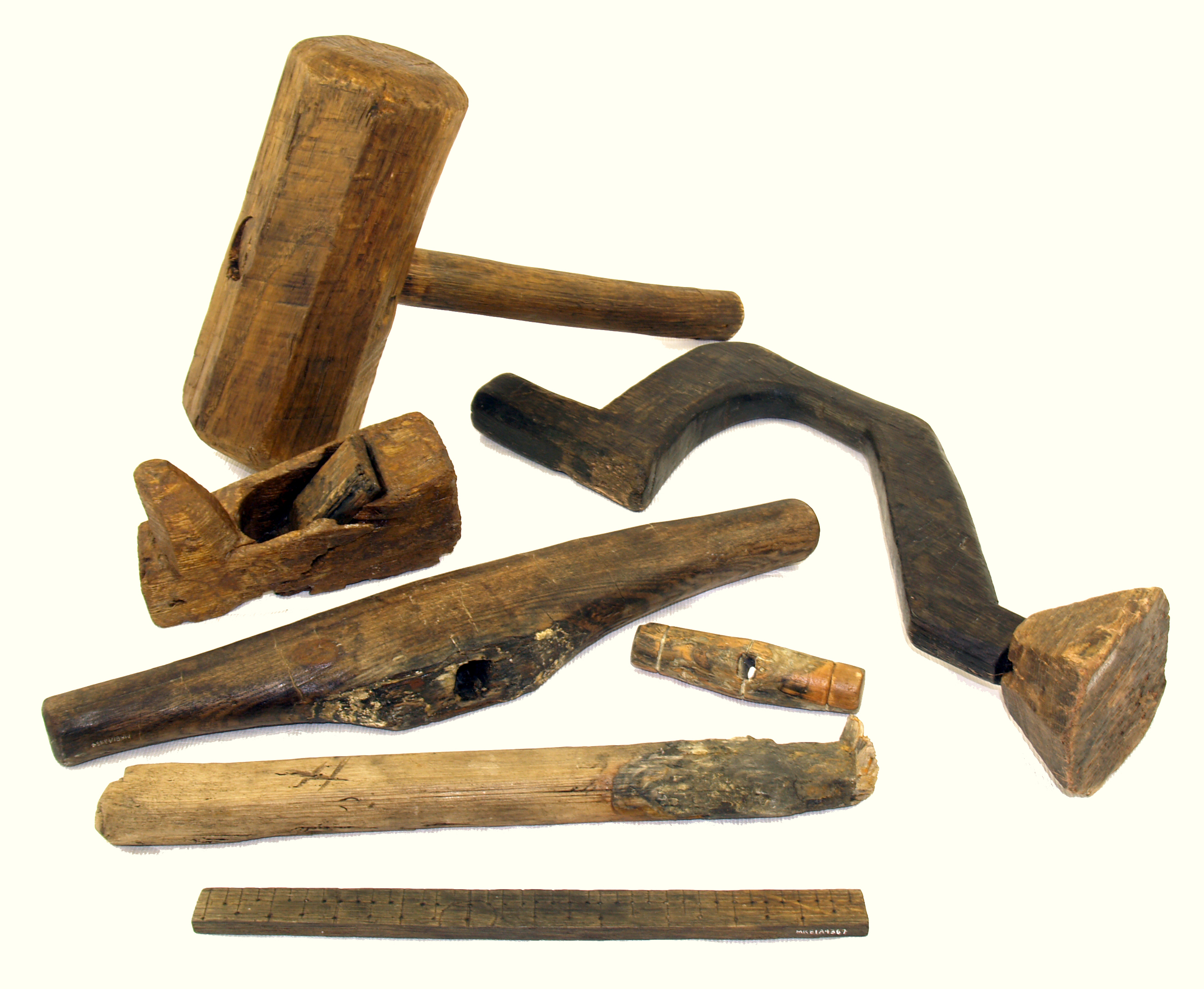
木槌、鉋、繰子錐定規などの工具。

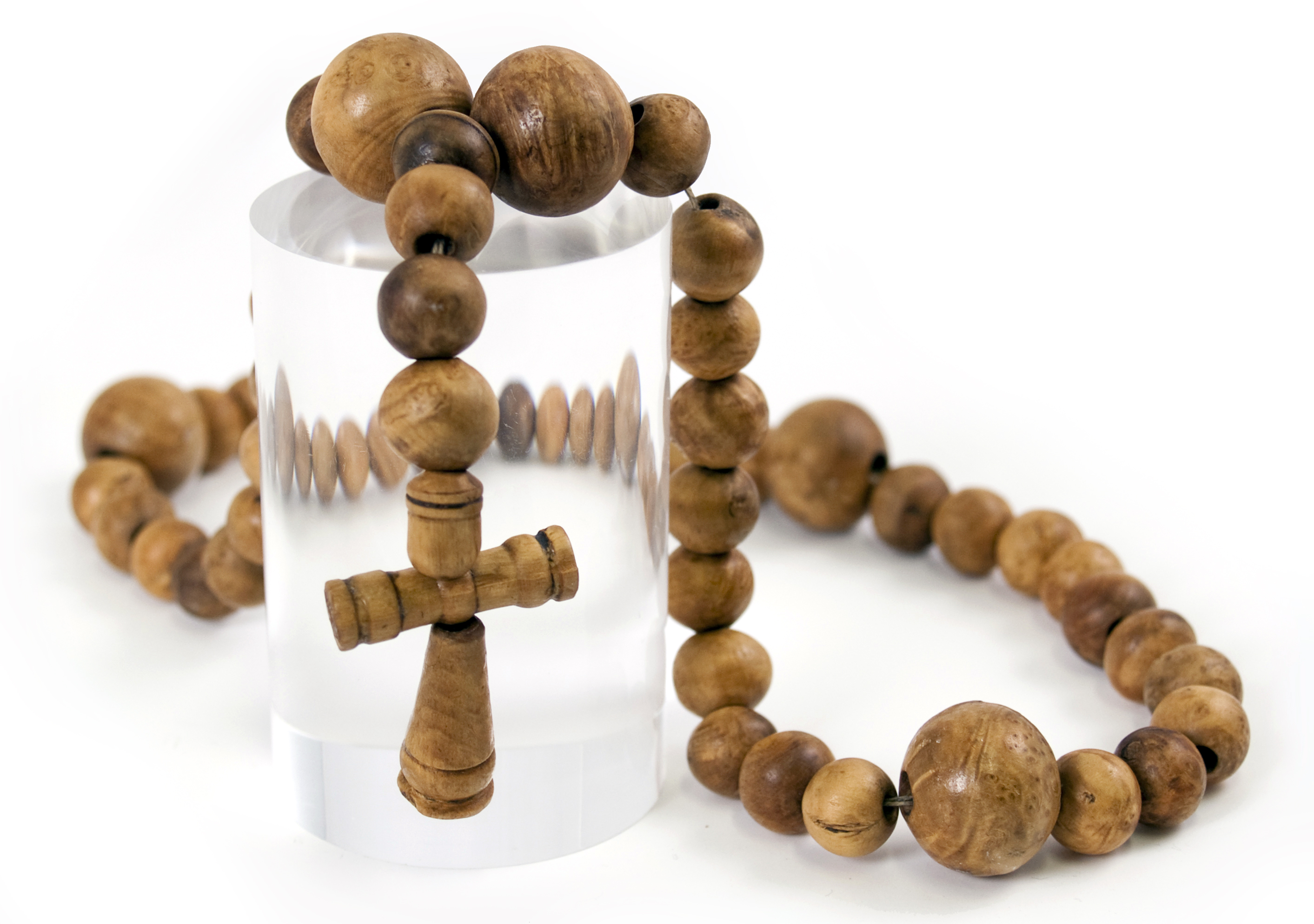
「メアリー・ローズ」から見つかった木製ロザリオの一つ。下級の船員の所持品と思われる。

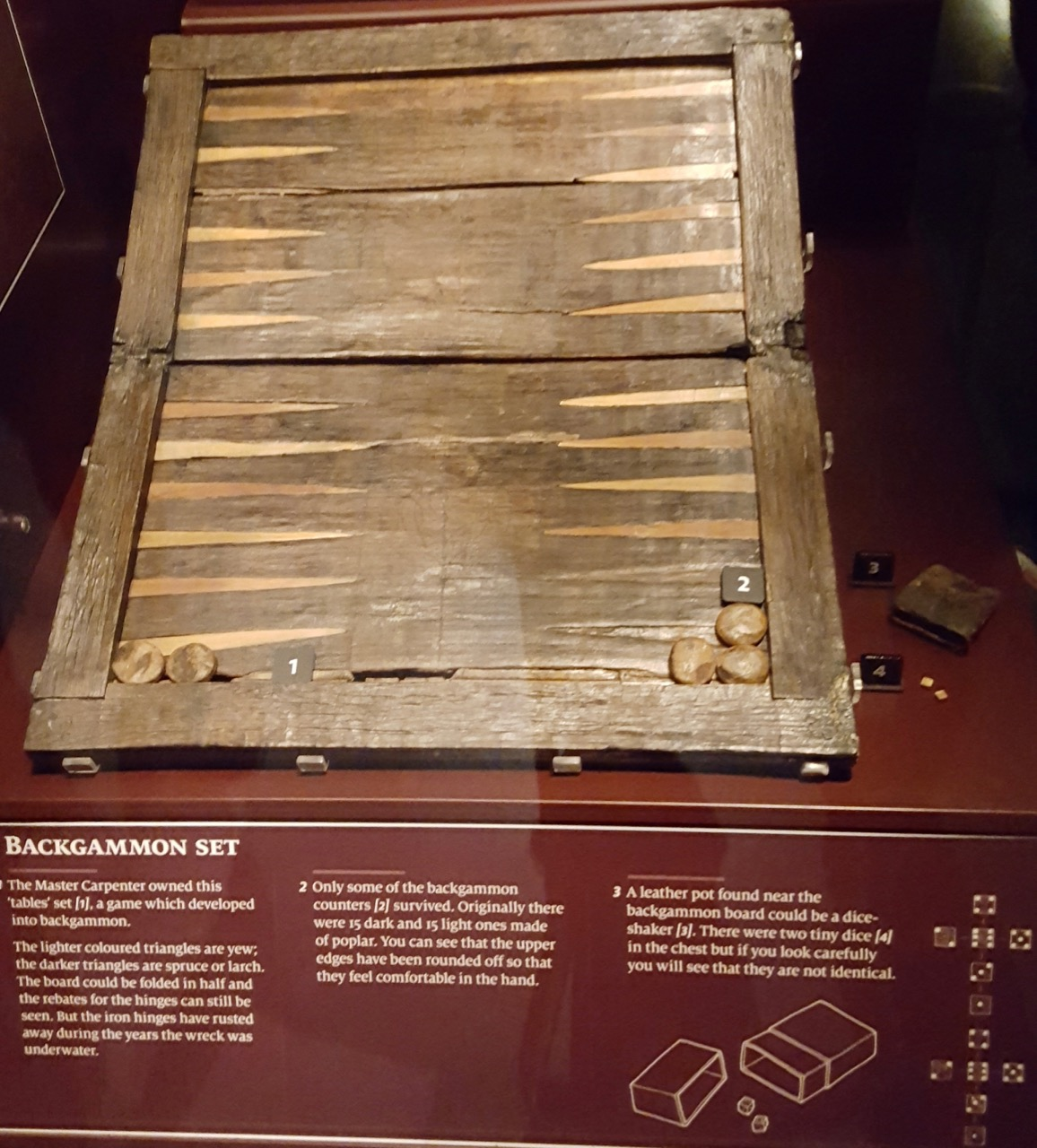
現代のバックギャモンの前身となるゲーム盤

約半数の乗組員の遺体とともに、26,000点を超える木製品と木片が回収された。一部の乗組員の顔は複顔が行われた。骨格の分析から、彼らの多くは栄養失調状態で、くる病、壊血病などの痕跡があった。また、力仕事や海上生活の中で関節に負担がかかったことによる関節炎や骨折の痕跡があった。 海上の船は、自己完結型コミュニティとして機能するため、乗員が長期間生活できるだけの食料品（食物と飲料）が備蓄されていた。「メアリー・ローズ」で使用されていた樽は、1560年代の貿易船で使用されたそれと比較しても、より優れた品質の物であったことが明らかになっており、これはテューダー朝期の製造技術の高さと優秀な製品が海軍へ優先で供給されていたことを示している。
「メアリー・ローズ」からは、乗組員の私物も発見された。その中には、衣服、ゲーム盤のような娯楽用品から、個人の衛生用品・釣り道具・裁縫用具などの日用品もあった。例えば、船大工の長の私物箱からは、Ludus Anglicorum（初期のバックギャモン）セット、本、3 枚の皿、日時計、タンカードが発見されており、上級の船員たちの生活は比較的に豊かなものだったことが窺える。
船には熟練の船大工が数名乗船しており、日常的な整備や戦闘による大規模な損害の修理を行うための設備が整っていた。船尾楼の下のメインデッキにある船室の1つとその周辺からは、8つの道具箱に入った「前例のない規模の工具」が発見された。これらの工具は「メアリー・ローズ」に乗船していた1人または数人の船大工の私物と考えられている。
「メアリー・ローズ」から発見された大砲やその他の武器の多くは、16世紀の軍事技術に関する貴重な物的証拠となっている。イギリスに現存するガンシールドはほとんど全てが「メアリー・ローズ」からの発掘品であり、特にヘイルショット・ピースと呼ばれる4つの小さな鋳鉄製霰弾は、ここでしか発見されていない。
「メアリー・ローズ」からはネズミ、カエル、犬といった動物の骨格化石も発見されている。 犬は生後18か月から2歳のイングリッシュ・トイ・テリアで、船大工の部屋の入口近くで発見され、ネズミ捕りとして持ち込まれたと推定されている（後述）。 9個の樽から牛の骨が発見されており、これは食料として解体された牛が積み込まれていたことを示している。 また、籠に入れられた豚や魚の骨も見つかっている。

#### 楽器
船内からはフィドル2挺と演奏用の弓が1本、スティル・ショーム（ドゥセイン） 、テイバーパイプ、テイバードラムが発見された。これらは、乗組員たちの娯楽や、上部デッキのキャプスタンを回す際にリズムをとるために使われたと推測されている。
テイバードラムは、この種のものとして最古の発見例であり、付属の撥の意匠はそれまで知られていなかったものだった。テイバーパイプは、同時代の既知の物よりも長い形状をしていた。これらの発見により、これまで正確性に疑問が持たれていた当時の図版が楽器の形状を正確に描写していたことが証明された。
「メアリー・ローズ」からオーボエの初期の前身であるショームが発見される以前は、楽器の研究者は、古記録にある初期のショームよりも音が小さいと言われる「スティル・ショーム」の記述に頭を悩ませてきた。スティル・ショームは16世紀には姿を消しており、「メアリー・ローズ」で発見された物が現存する唯一の実物である。これを元に複製が製作され、演奏された。これらの管楽器とテイバードラムと組み合わせることで「効果的な低音」が得られ、「船上で踊るのに最適な豊かな音楽」を生み出すことができたと考えられている。
16世紀のフィドル型の楽器は他にわずかしか現存していないが、「メアリー・ローズ」で発見された2挺は他のどれとも一致しない独特の形状をしていた。両方のフィドルの複製も作られたが、首と弦が喪失しているため、その再現はショームほど正確なものではない。

#### 航海用具
船首の小さな船室の跡と難破船周辺の数か所から、コンパス、ディバイダ、海図作成用の棒、分度器、測深儀、潮汐計算機、速度を計測するログリールなど、これまでヨーロッパで発見された中で最も古い航海用具一式が発見された。これらの道具類の幾つかは、使われていた年代が、それまでの最古の使用記録より以前の時代の物であった。例えば海図は、それまで16世紀前半に英国の航海士が使用した記録が最古のものとされており、コンパスは1560年代まで英国の船に搭載され記録はなく、ログリールの仕様に関する最古の記録は1574年のものであった。

#### 医務室
船尾楼下のメインデッキにある船室は、船医（理髪外科医）の部屋であったと考えられている。彼は、乗組員の健康を管理する訓練を受けた専門家で、船内の医療行為を一手に担っていた。この部屋で発見された最も貴重な品は、無傷の木箱から発見された、完全な手術道具一式、添え木や杖として使われたであろう木の棒、数本の剃刀（刃は劣化していた）、傷の洗浄や淋病の治療に使われたであろう銅製の注射器など60点を超える医療行為に関係する道具類である。船室の周辺からは耳かき、シェービングボウル、櫛などさらに多くの品が発見された。船医はこれらの道具や薬を使い、1人または数名の助手とともに、骨折の整復、切断などの急性外傷の処置、様々な病気の治療、乗組員への最低限の衛生管理などを行っていた。
医療機器のほか、外科医も所属する床屋名誉組合会員が着用するビロードのコイフ（頭巾）など船医の私物も発見されている。

#### ラッター犬
学術的に確認されている最初のラッター犬の例の1つが、「メアリー・ローズ」で飼われていたイングリッシュ・トイ・テリアである 。 研究者によって「ハッチ」と名付けられたこの犬の骨は、1981年の水中発掘調査で発見された。 ハッチの主な任務は、船内のネズミ駆除だった。歯のDNA検査によると、ハッチは生後18～24ヶ月の若い雄の成犬で、体毛は茶色だった 。現在、ハッチの骨は、ポーツマス海軍基地内のメアリー・ローズ博物館に展示されている。

### 保存処理

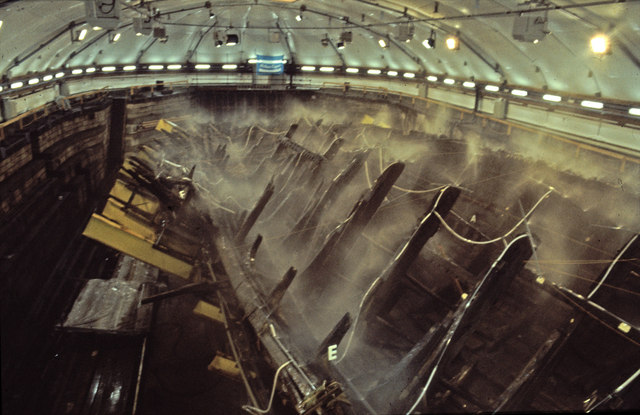
1984年3月、ポーツマスの施設で高圧洗浄処置を受ける「メアリー・ローズ」。この後、同年12月から翌年7月にかけて鋼鉄製の船架を徐々に回転させ、船体の向きをほぼ垂直に戻した。

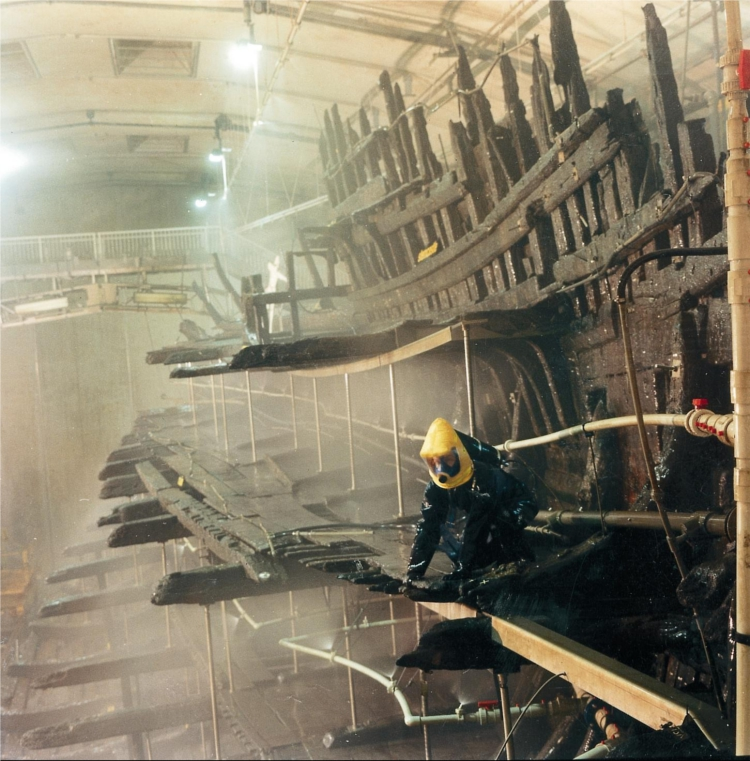
保存のための薬剤を噴霧される「メアリー・ローズ」

「メアリー・ローズ」の船体とその遺物の保存方法は、プロジェクト開始当初から重要な課題だった。多くの遺物、特に海底の泥に埋もれていた物は形状こそ良好に保存されていたが、長期間水中環境に置かれていたため、外気に触れた途端に劣化してしまう物が多かった。考古学者と保存修復家が連携して遺物の劣化を防ぐ必要があった。
回収された出土品は通常環境下での展示を可能にする保存処理を受けるまでの間、劣化を防ぐため密閉された保存容器に厳重に保管された。保存容器は、出土品の素材によって別々の物が用意された。最も多かった木製品は、湿気を保つためにポリエチレンの袋に密封して保存された。大型の木材やその他の物体は、水を張った水槽に保管された。木材を劣化させる菌類や微生物の増殖は、低温貯蔵や化学薬品、そして大型の物体の場合は木材を分解する生物を食べるが木材は食べないLymnaea属の巻貝を水槽内に放すなど、さまざまな方法で管理された。
皮革・繊維製品も同様に、水槽または密封されたプラスチック容器内に湿らせた状態で保存された。骨や象牙製品、ガラス、陶器、石製品は塩の結晶による損傷を防ぐために脱塩処理が施された。鉄や銅および銅の合金で出来た物は、酸化および表面に浸透した塩分との反応を防ぐためセスキ炭酸ナトリウム溶液で湿らせた状態で保存された。鉛と錫の合金は大気中でも安定しているため特別な処理は必要なかった。銀製品と金製品には特別な保存容器は必要なかった。
「メアリー・ローズ」の船体への保存処理は、この計画で最も複雑で費用のかかる作業だった。2002年には、Heritage Lottery Fundからの480万ポンドの寄付があり、ポーツマス市およびハンプシャー州評議会からの同等の金銭的支援があったため、保全作業をスケジュール通りに進めることが出来た。
保存処理が施される間、船体を完全に密閉状態で保存することは物理的に不可能なため、船体が乾燥しないよう摂氏2〜5℃に保たれた濾過再生水が定期的に噴霧されていた。
数世紀にわたり水に浸かっていた木材を適切な保存処理をせずに乾燥させると、木材の細胞構造から水分が蒸発して大きく収縮 (20 - 50%) し、深刻な反りやひび割れが発生する惧れがあった。保存には以前から古い木材の保存に使用されており、1980年代の「ヴァーサ」の保存処理でも使用されたポリエチレングリコール (PEG) が使用された。約10年にわたり小規模な木材を使用した試験が行われた後、1994年に「メアリー・ローズ」船体の保存処理が開始された。1994年から 2003年までの第1段階では、木材に低分子量のPEGを噴霧して、木材の細胞構造内の水分がPEGに置き換えられた。2003年から2010年にかけての第2段階では、木材表層の強度を上げるため高分子量のPEGが使用された。2010年から第3段階では厳重な管理下で木材の乾燥処理が行われ、2016年に全ての作業が終了した 。
2018年の時点では、劣化の原因となる有害な硫酸の生成を減らすため、磁性ナノ粒子を使用して船の木材に含まれる鉄分の除去が計画されている。

## 展示

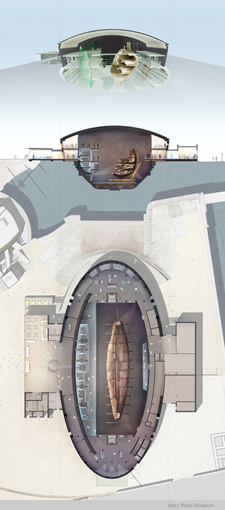
ウィルキンソン・エアによるメアリー・ローズ博物館のコンセプト・プラン

「メアリー・ローズ」の引き上げが決定した後、最終的にどこに常設展示するかという話し合いが行われた。最初にポーツマス・イーストニー地区のポートシー島東端が候補地として浮上したが、駐車場の問題と船が元々建造された造船所からの距離があるために却下された。1981年7月、ポーツマス王立海軍博物館の乾ドックで戦列艦「ビクトリー」(HMS Victory) の隣に展示することが提案された。また海事保存協会という団体が、ヘンリー8世がソレントの海戦を観戦したとされるサウスシー城での展示を提案するなど、造船所での展示に拘ることに対する懐疑的な見方も広がっていた。ある州評議会議員が、「造船所での展示案が正式ものになった場合、約束した資金援助を撤回する」と脅しともとれる発言をしたこともあった。プロジェクトの費用がかさむにつれて、資金の使い方に関する議論が州評議会や地元紙『ザ・ニューズ』紙上で交わされた。著述家デイビッド・チャイルズは、1980年代初頭に「激しい議論があった」と書いているが、「メアリー・ローズ」がポーツマスとイギリス海軍の歴史にとって非常に象徴的な重要性を持っていたため、プロジェクトの存続自体が脅かされることはなかった。
1980年代半ば以降、「メアリー・ローズ」の船体は屋根付きの乾ドックに保管され、保存処置がとられてきた。船体は一般公開されているが、保存の観点から最初に水で、次にポリエチレングリコール (PEG) 溶液で船体を常に湿らせておく必要があったため、2013年以前は見学者と船はガラスの壁で隔てられていた。この施設には1983年10月4日に最初にオープンしてから2007年までに、700万人以上の見学者が訪れた。

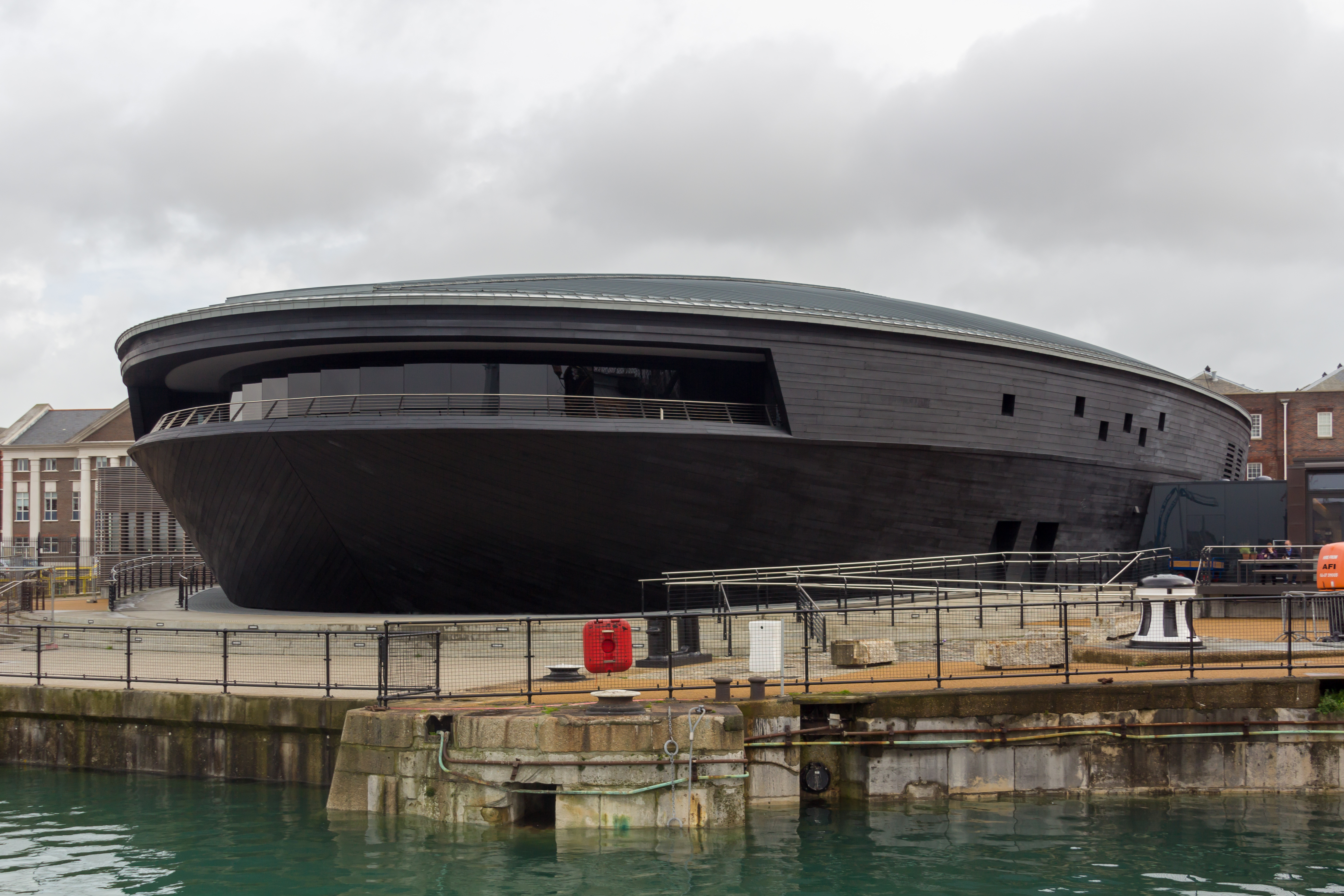
メアリー・ローズ博物館

1984年7月9日にポーツマスの船舶会館の近くにある「第5ボートハウス」と呼ばれる建物に「メアリー・ローズ」展示室が設けられ、船の歴史の解説と共に青銅製の大砲や船内での生活用品など出土品の一部が展示された。この仮設の展示室は2009年9月に閉鎖され、2013年5月31日に3500万ポンドをかけて建設されたメアリー・ローズ博物館が一般公開された。
メアリー・ローズ博物館は、建築設計事務所ウィルキンソン・エアとパーキンス・アンド・ウィルによって設計され、建設会社ワーリングスによって建設された。博物館は文化財に指定されている乾ドックと船を覆うように建設されたため、工事は困難を極めた。博物館の建設工事中も、「ホットボックス」と呼ばれる密閉された施設内で船体の保存処理が続けられた。2013年4月にPEGの噴霧が完了し、空気乾燥のプロセスが開始された。2016年に「ホットボックス」が撤去され、船は1545年以来の乾燥した状態となった。博物館内には、保存された船体と、船内から回収された遺物のほとんどが展示されている。 2018年時点で、180万人以上が見学に訪れ、2019年には 189,702人が訪れた。